# Presidenza di Richard Nixon
La presidenza di Richard Nixon ebbe inizio il 20 gennaio del 1969 con la cerimonia inaugurale e relativo insediamento e terminò prematuramente il 9 agosto del 1974, quando Nixon fu costretto a dimettersi di fronte alla prospettiva di un procedimento d'impeachment, dall'esito quasi certo, avviato nei suoi confronti con l'intenzione di farlo rimuovere dall'incarico a seguito dello scandalo Watergate.
Gli succederà Gerald Ford, all'epoca vicepresidente degli Stati Uniti d'America (designato da appena nove mesi dopo le dimissioni presentate da Spiro Agnew), dando così il via alla sua breve presidenza.
Esponente di rilievo del Partito Repubblicano, Nixon entrò in carica assumendo le sue piene funzioni a seguito delle elezioni presidenziali del 1968 in cui aveva sconfitto Hubert Humphrey, l'allora vicepresidente incumbent della presidenza di Lyndon B. Johnson. Quattro anni dopo, alle elezioni presidenziali del 1972 riuscì a ottenere la ricandidatura e la rielezione per un secondo mandato in una vittoria schiacciante contro lo sfidante del Partito Democratico, George McGovern.
Nixon, 37º presidente degli Stati Uniti d'America, aveva preso il posto di Lyndon B. Johnson; quest'ultimo aveva lanciato la Grande società, tutta una serie di programmi nazionali finanziati e gestiti direttamente dal Governo federale. Al contrario la nuova amministrazione sostenne un modello di programma interno denominato "Nuovo federalismo", fondato essenzialmente sulla devolution, che prevedeva che ampi strati di potere centrale fossero devoluti all'iniziativa dei singoli Stati federati.
La creazione dell'Agenzia per la protezione dell'ambiente, il passaggio della Endangered Species Act of 1973 (legge sulle specie a rischio), la fine della convertibilità del dollaro in oro e del sistema aureo nel 1971 e l'integrazione razziale del sistema d'istruzione pubblica degli Stati del Sud, sono solo alcuni degli atti prodotti durante la sua presidenza, così come l'aver posto termine al progetto militare della coscrizione obbligatoria e la realizzazione finale del programma Apollo, con cui gli Stati Uniti riusciranno con successo a far sbarcare sulla Luna un equipaggio di astronauti americani con l'Apollo 11.
L'obiettivo primario del presidente mentre rimase in carica si concentrò nelle questioni inerenti alla politica estera, note nella loro generalità con la denominazione di dottrina Nixon; essa richiese l'assistenza indiretta agli alleati nell'ambito della guerra fredda e attuò la "Vietnamizzazione" nella guerra del Vietnam che sono gli esempi più notevoli.
Nixon perseguirà la distensione con la Repubblica Popolare Cinese attraverso la sua visita in Cina del 1972, sfruttando in tal modo la divisione emersa dalla crisi sino-sovietica e alterando significativamente la natura della contrapposizione in blocchi diametralmente contrapposti tra NATO e patto di Varsavia. Il presidente firmerà anche il Trattato anti missili balistici e il SALT I, due importanti accordi sul controllo degli armamenti con l'Unione delle Repubbliche Socialiste Sovietiche.
Tuttavia i successi ottenuti, sia negli affari esteri sia in politica interna nella sua qualità di presidente, verranno in larga parte offuscati dagli scandali che coinvolsero la sua amministrazione e soprattutto dalla torbida vicenda dello scandalo Watergate. Le continue clamorose rivelazioni che proseguirono per oltre due anni sugli aspetti più oscuri della vicenda e le sensazionali registrazioni audio segrete delle conversazioni riservate alla Casa Bianca, svelarono tutto il sistema di potere di Nixon, basato su attività illegali di spionaggio, ostruzionismo e sabotaggio contro i suoi presunti avversari politici. Nixon si trovò costretto a dimettersi dall'incarico dopo che il Congresso aveva avviato contro di lui un procedimento di messa in stato d'accusa in relazione alle rivelazioni scaturite dall'inchiesta relativa al "Watergate"; rimane a tutt'oggi l'unico presidente a essersi dimesso nella Storia degli Stati Uniti d'America.
Per quanto riguarda l'eredità da lui lasciata, lo storico Stephen Ambrose ha scritto: "Nixon voleva essere giudicato in base a ciò che aveva compiuto e ciò per cui sarà più ricordato è l'incubo che l'ha messo alla prova fin all'inizio del secondo mandato, oltre che per le sue dimissioni". Nella classifica storica dei presidenti degli Stati Uniti d'America viene generalmente valutato in una posizione medio-bassa.

Firma autografa del presidente Nixon

## Elezioni presidenziali del 1968
Appena l'anno prima della Convention nazionale Repubblicana il maggior favorito per la nomina presidenziale sembrò essere ai più il governatore del Michigan George Romney; poco più tardi tuttavia le sue prospettive affonderanno sulla questione del conflitto bellico vietnamita e alla fine del 1967 Nixon era diventato, secondo la rivista Time, "l'uomo da battere".
Egli si dimostrerà fin da subito assai fiducioso anche grazie al fatto che, con i maggiori leader Democratici dilaniati dal problema della prosecuzione della guerra del Vietnam, un Repubblicano avrebbe avuto delle buone probabilità di vincere, anche se si aspettò che il margine di scarto si sarebbe rivelato molto ridotto, proprio come era già avvenuto nel corso delle elezioni presidenziali del 1960 quando egli stesso sfidò John Fitzgerald Kennedy.
Nixon riuscirà a ottenere una clamorosa vittoria nel primo scontro delle primarie repubblicane del 1968 svoltesi il 12 di marzo nel New Hampshire, conquistando il 78% dei suffragi dei delegati. I Repubblicani contrari alla guerra si appoggeranno invece al governatore di New York Nelson Rockefeller, il capo dell'ala del Partito facente capo al liberalismo sociale, che riceverà l'11% dei consensi.
Più tardi sarà capace anche di sconfiggere Nixon nelle primarie del Massachusetts il 30 aprile, ma per il resto avrà dei risultati assai scarsi nel prosieguo dei ballottaggi delle primarie e nelle Convention statali. In quella stessa primavera il governatore della California Ronald Reagan saprà abilmente emergere come la voce principale del conservatorismo negli Stati Uniti d'America, arrivando a ottenere il secondo posto in due primarie e vincendo la gara nel proprio stato d'origine.
Alla Convention nazionale di Miami Beach del 5-8 agosto Reagan e Rockefeller parvero da principio voler discutere sulla possibilità di unire le rispettive forze in un movimento "stop-Nixon", con ciascuno dei due che sperò di essere nominato in una Convention di mediazione (una Brokered convention); nessun movimento del genere però sarà capace di materializzarsi nei fatti cosicché Nixon avrà la strada spianata fin dal primo scrutinio.
Compiendo un atto di estrema concretezza affiderà al governatore del Maryland Spiro Agnew il ruolo di proprio compagno di corsa, una scelta che Nixon credette avrebbe potuto riunire le diverse anime del Partito riuscendo nel contempo ad appellarsi sia ai moderati del Nord sia ai Sudisti oramai disaffezionatisi nei riguardi dei Democratici.
Il discorso di accettazione dell'investitura ufficiale rappresenterà un forte messaggio di speranza: "estendiamo la mano dell'amicizia a tutte le persone. Per il popolo sovietico. Per il popolo cinese. A tutte le persone del mondo. E lavoriamo verso l'obiettivo di un mondo aperto, un cielo aperto, delle città aperte, dei cuori aperti, delle menti aperte".
I Democratici iniziarono l'annata elettorale attendendosi che il loro Presidente incumbent Lyndon B. Johnson, che era costituzionalmente eleggibile per un secondo mandato a tempo pieno secondo le disposizioni del XXII emedamento, sarebbe stato nuovamente il candidato ufficiale.
Queste aspettative verranno invece infrante dal senatore Eugene McCarthy, che era entrato nella campagna già verso la fine di novembre per dare voce a tutti quei membri del Partito che si dimostravano contrari alla politica estera assunta da Johnson nel teatro dell'Indocina in generale e della Cocincina in particolare.
McCarthy perderà di strettissima misura contro il presidente al primo confronto delle primarie democratiche del 1968 tenutesi il 12 di marzo nel New Hampshire, arrivando a conquistare non più del 42% dei delegati contro il 49% di Johnson. Tali risultati però sorprenderanno altamente l'establishment del Partito e avranno come loro diretta conseguenza quella di spronare il senatore Robert Kennedy dello Stato di New York a entrare anch'egli in lizza.
Non più di 15 giorni dopo il presidente sarà indotto ad annunziare alla nazione stupita che non avrebbe cercato un secondo mandato. Nelle settimane che immediatamente seguirono la gran parte della forza che aveva trascinato avanti la campagna di McCarthy si spostò per impulso quasi tutta in direzione di Kennedy.
Questa, una delle più tumultuose stagioni elettorali primarie democratiche dei tempi moderni, si concluderà con l'assassinio di Robert Francis Kennedy per mano del palestinese Sirhan Sirhan il 5 di giugno all'Hotel Ambassador di Los Angeles, in seguito a una manifestazione che avrebbe dovuto celebrare la sua vittoria nelle primarie della California.
Il vicepresidente Hubert Humphrey, che aveva annunciato la propria entrata in campo alla fine di aprile dicendo che avrebbe corso sulla scia parallela del duo Kennedy-Johnson, sarebbe invece divenuto, dopo l'omicidio del collega-rivale, l'uomo prescelto dai Democratici (l'unico possibile in quel tragico frangente); egli conquisterà difatti facilmente la nomination presidenziale alla Convention nazionale svoltasi a Chicago dal 22 al 26 di agosto.

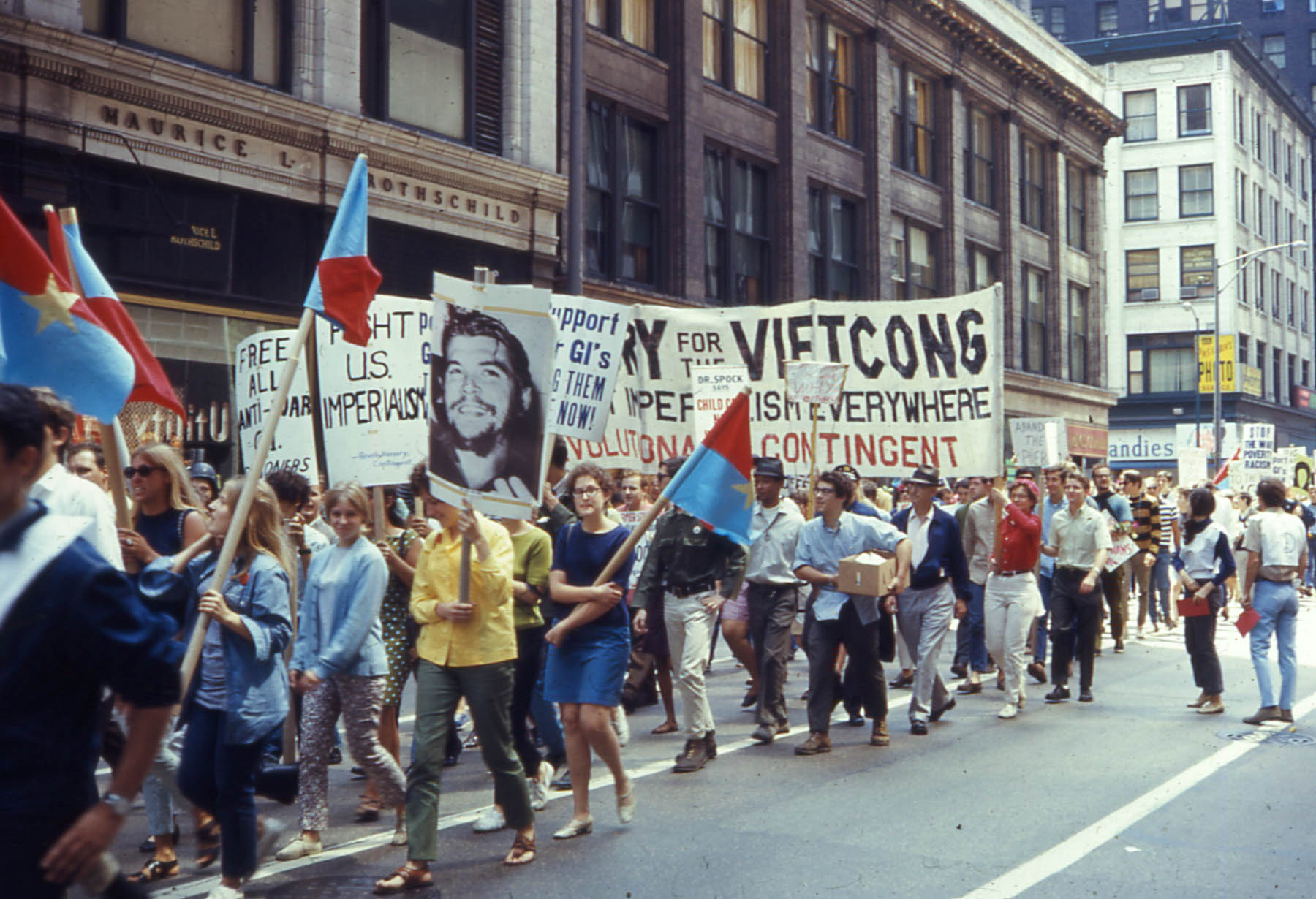
Questa dimostrazione ebbe luogo il 10 di agosto mentre Chicago si preparava a ospitare la Convention nazionale democratica

Il senatore Edmund Muskie del Maine verrà scelto come suo compagno di corsa. Nel frattempo, al di fuori dalla grande sala che ospitava la Convention, migliaia di giovani attivisti contrari alla guerra riunitisi per l'occasione si assieperanno nei dintorni dell'intero centro urbano con la forte determinazione di esprimere tutta la loro opposizione alla guerra del Vietnam; finiranno con lo scontrarsi violentemente con le forze di polizia ben decise a mantenere l'ordine.
Il caos e i disordini che ne seguirono, che erano stati fedelmente trasmessi in tutto il mondo tramite il mezzo televisivo, non saprà ottenere altro risultato che quello di paralizzare completamente la campagna elettorale di Humphrey. I sondaggi d'opinione post-Convention appositamente commissionati riveleranno che Humphrey si trovava arrancante dietro a Nixon di oltre 20 punti percentuali.
Oltre a Nixon e Humphrey, alla sfida si aggiungerà poco dopo anche l'ex Democratico governatore dell'Alabama George Wallace, un fiero sostenitore del mantenimento della segregazione razziale negli Stati Uniti d'America il quale correrà per il "Ticket presidenziale" dell'American Independent Party, un partito politico di estrema destra costituitosi appena l'anno precedente.
Durante tutto il corso della campagna Nixon seppe ritrarsi con molta abilità e astuzia come una figura di stabilità all'interno di un periodo di sommosse e sconvolgimenti nazionali che faranno da coda al movimento per i diritti civili degli afroamericani (1954-1968) soprattutto dopo l'assassinio di Martin Luther King avvenuto il 4 di aprile.

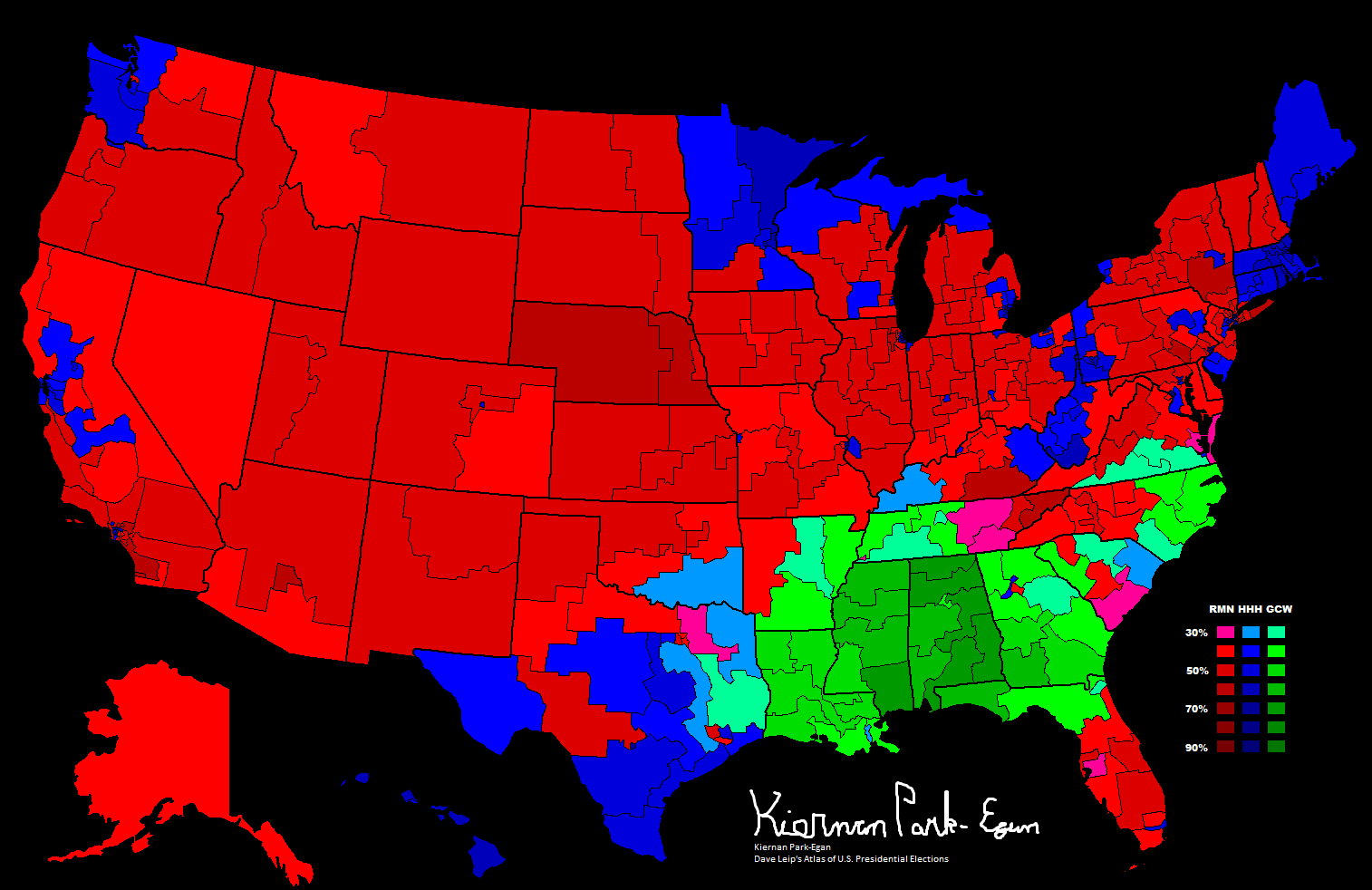
Risultati delle elezioni presidenziali negli Stati Uniti d'America del 1968 per distretto; in rosso i risultati Repubblicani

Si appellerà a quella che in seguito definirà la "maggioranza silenziosa" degli americani favorevoli a un conservatorismo sociale che non amavano né la controcultura hippie né tantomeno le dimostrazioni del pacifismo più estremista. Agnew potrà in tal modo cogliere l'occasione per diventare un critico sempre più feroce nei confronti di questi gruppi, con l'obiettivo pianificato ed esplicito di consolidare la posizione di Nixon a fianco della destra politica.
Il concorrente alla presidenza Repubblicano condurrà inoltre una campagna pubblicitaria televisiva di primo piano, incontrandosi con i suoi sostenitori davanti alle telecamere sempre assai desiderose di aggiornare i telespettatori con le proprie notizie. Non mancherà d'altronde di sottolineare che il tasso di criminalità era troppo alto e attaccherà ciò che egli sentì di percepire come una resa dei Democratici nella sfida per la superiorità nucleare contro il comunismo internazionale.
Farà la promessa solenne di ricercare in qualsiasi maniera che fosse stata a sua disposizione una "pace onorevole" nel conflitto bellico vietnamita ancora in pieno corso e proclamerà che "la nuova leadership porrà fine alla guerra e arriverà a conquistare la pace nell'intero teatro del Pacifico"; avrà l'accortezza di non rivelare mai i dettagli su come sperasse realisticamente di mettere la fine alla guerra, il che porterà all'intuizione da parte dei maggiori mezzi di comunicazione di massa ch'egli dovesse per forza di cose avere un qualche "piano segreto" mantenuto ben nascosto. Lo slogan Nixon's One si rivelerà in larga misura assai efficace.
In una gara condotta a tre Nixon batterà Humphrey con circa 500 000 voti popolari di differenza, il 43,4% a fronte del 42,7%; Wallace riceverà invece il 13,5% dei suffragi. Nel collegio elettorale degli Stati Uniti d'America il successo di Nixon sarà sostanziale e preponderante; conquisterà infatti 301 grandi elettori contro i 191 e i 46 rispettivamente di Humphrey e Wallace, incluso un elettore infedele transfuga nella Carolina del Nord, che era stato precedentemente assegnato a Nixon.

Il neopresidente assieme alla First Lady nella limousine presidenziale il giorno dell'insediamento

Nel suo discorso celebrativo di vittoria prometterà che la sua amministrazione avrebbe cercato con ogni mezzo di riunire la nazione divisa e adotterà lo slogan Bring Us Together.

## Amministrazione

### Gabinetto

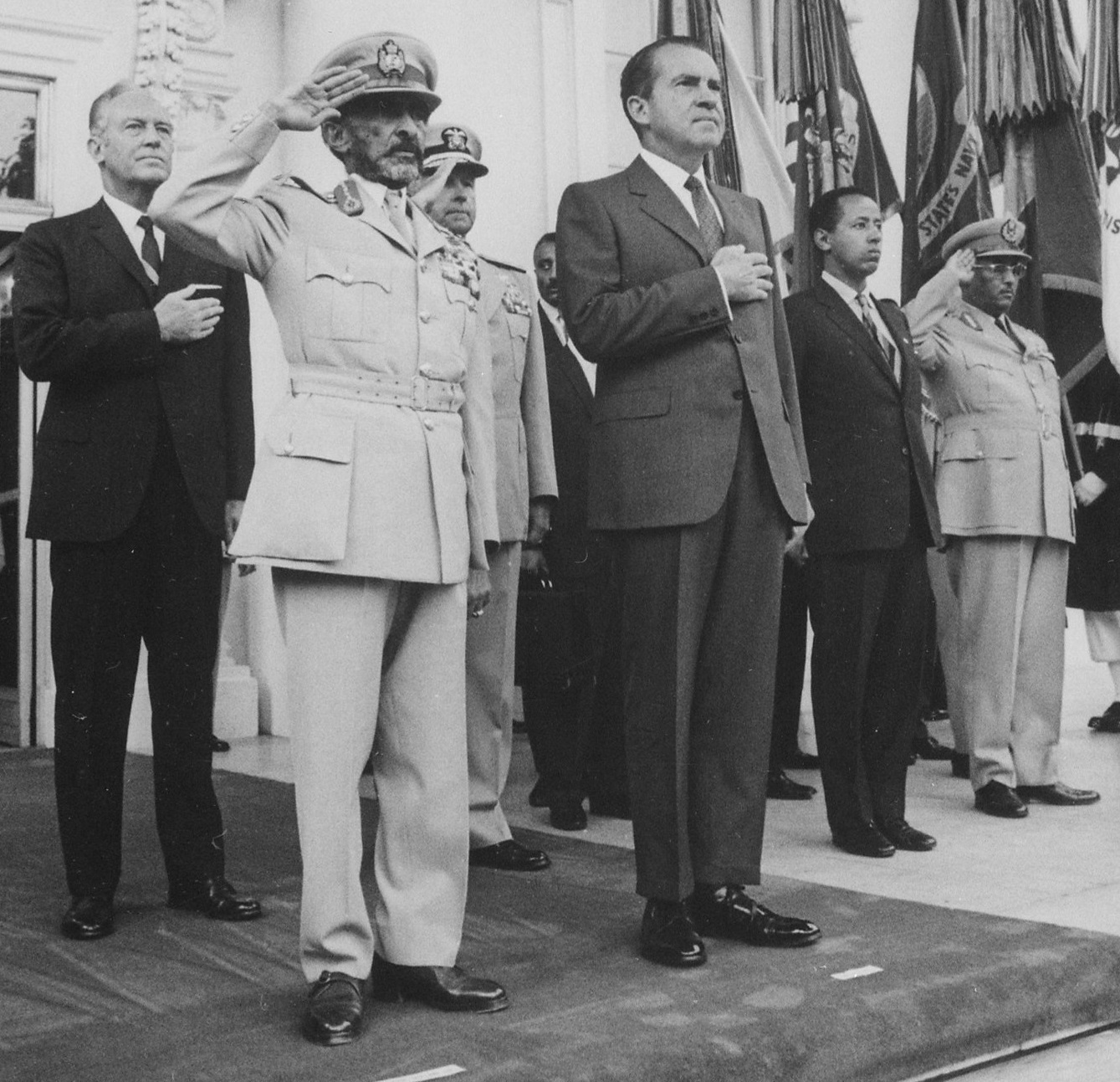
L'imperatore dell'Etiopia Hailé Selassié con il presidente l'8 luglio del 1969

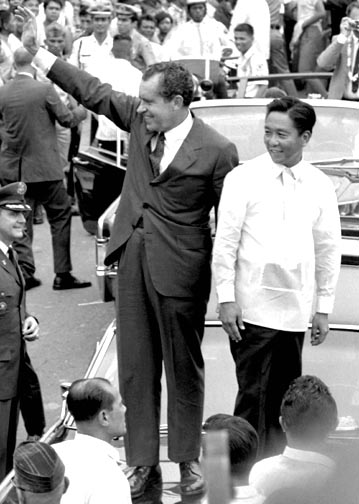
Il presidente con Ferdinand Marcos il 26 luglio del 1969

Lo Scià Mohammad Reza Pahlavi assieme al presidente il 21 ottobre del 1969

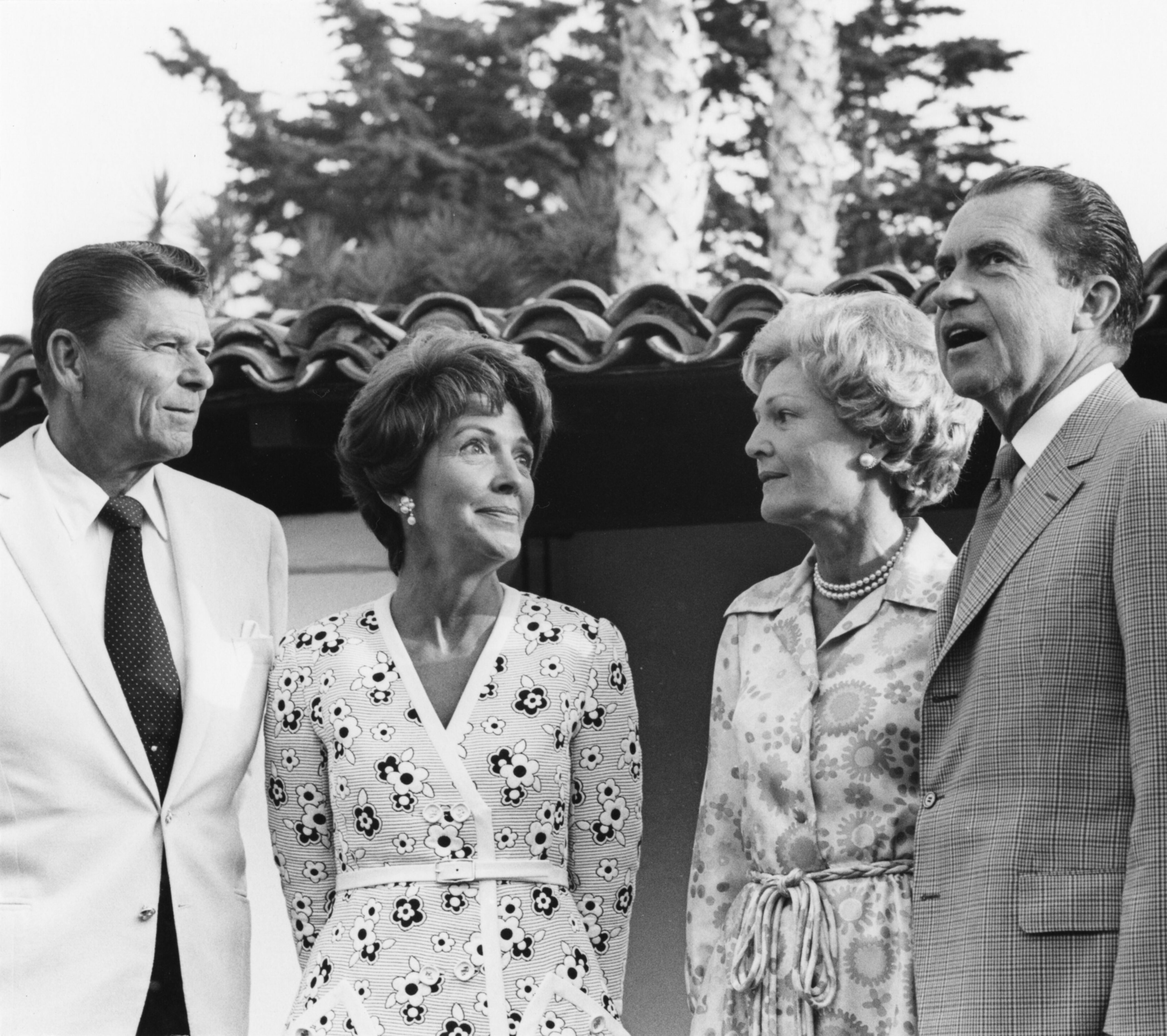
Il governatore della California Ronald Reagan e Nancy Reagan assieme al presidente e consorte nel luglio del 1970

Il giovane Juan Carlos I di Spagna con il presidente e rispettive consorti il 26 gennaio del 1971

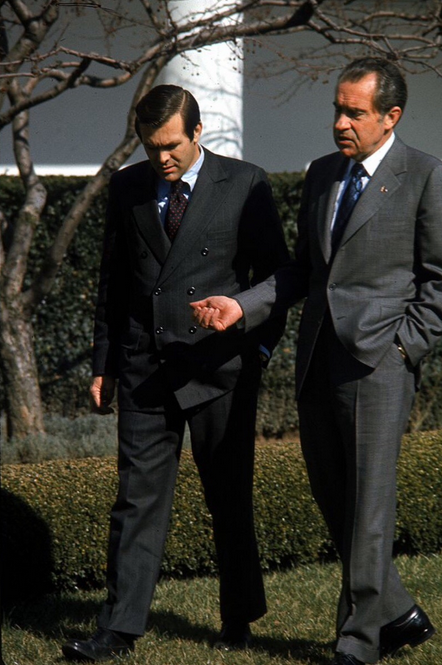
Il consigliere Donald Rumsfeld in compagnia del presidente il 1º marzo del 1971

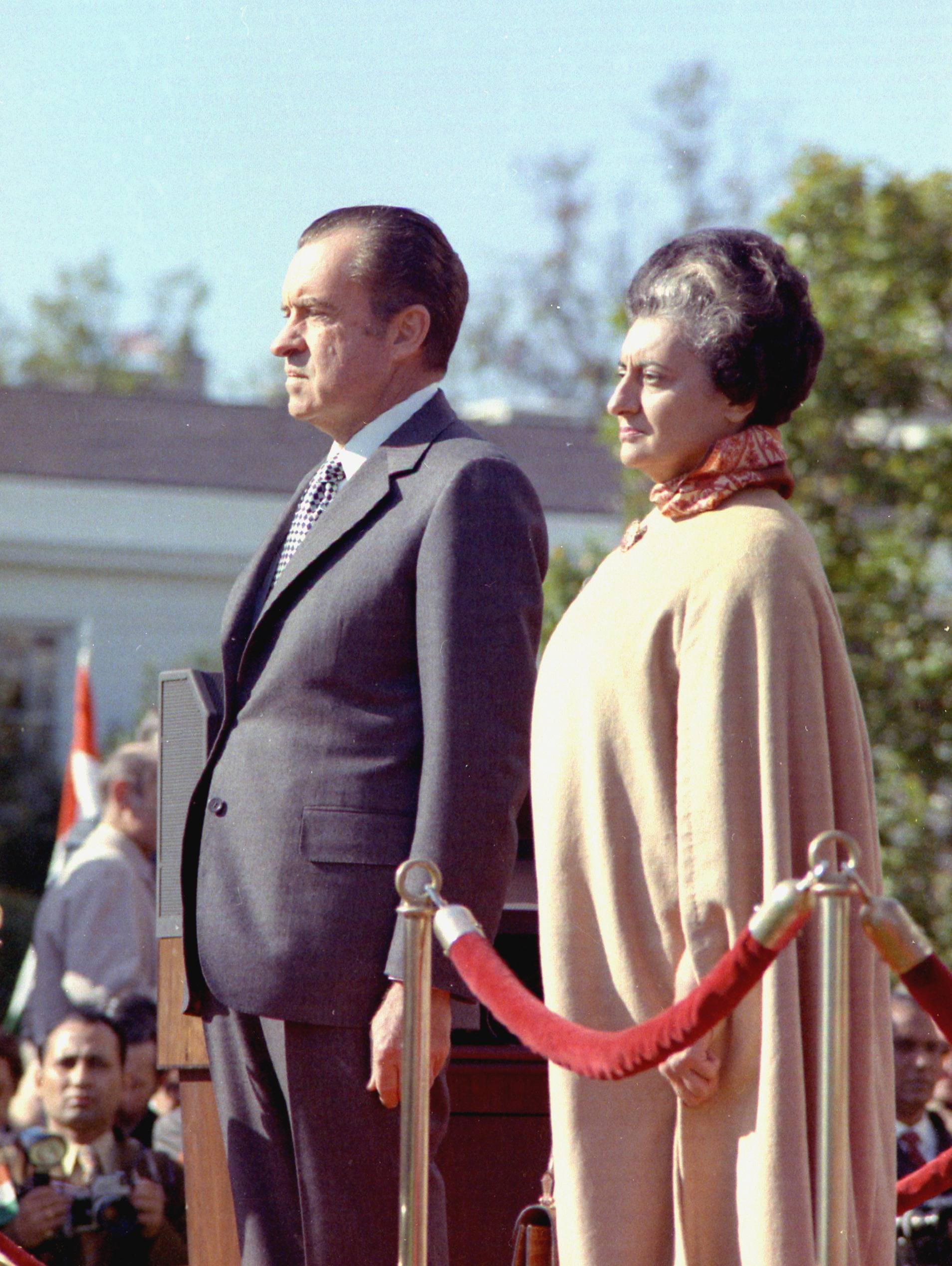
Indira Gandhi e il presidente l'11 aprile del 1971

Faysal dell'Arabia Saudita benedice benevolmente dal terrazzo della Casa Bianca sotto lo sguardo del presidente e consorte il 17 maggio del 1971

Josip Broz Tito con il presidente e rispettive consorti il 28 ottobre del 1971

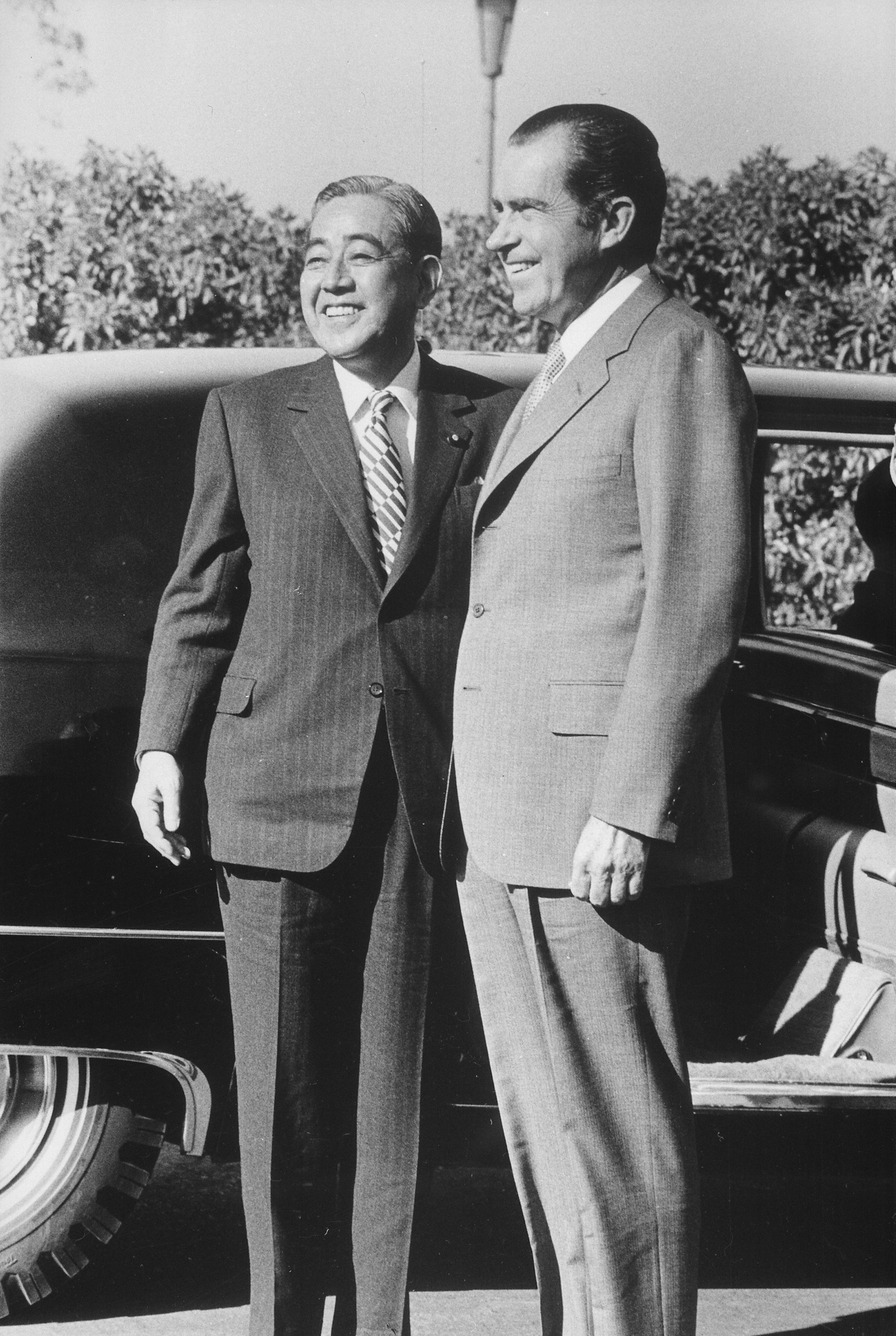
Il Primo ministro del Giappone Eisaku Satō con il presidente il 5 gennaio del 1972

Il presidente e la First lady con il Primo ministro israeliano Golda Meir il 1º marzo del 1973

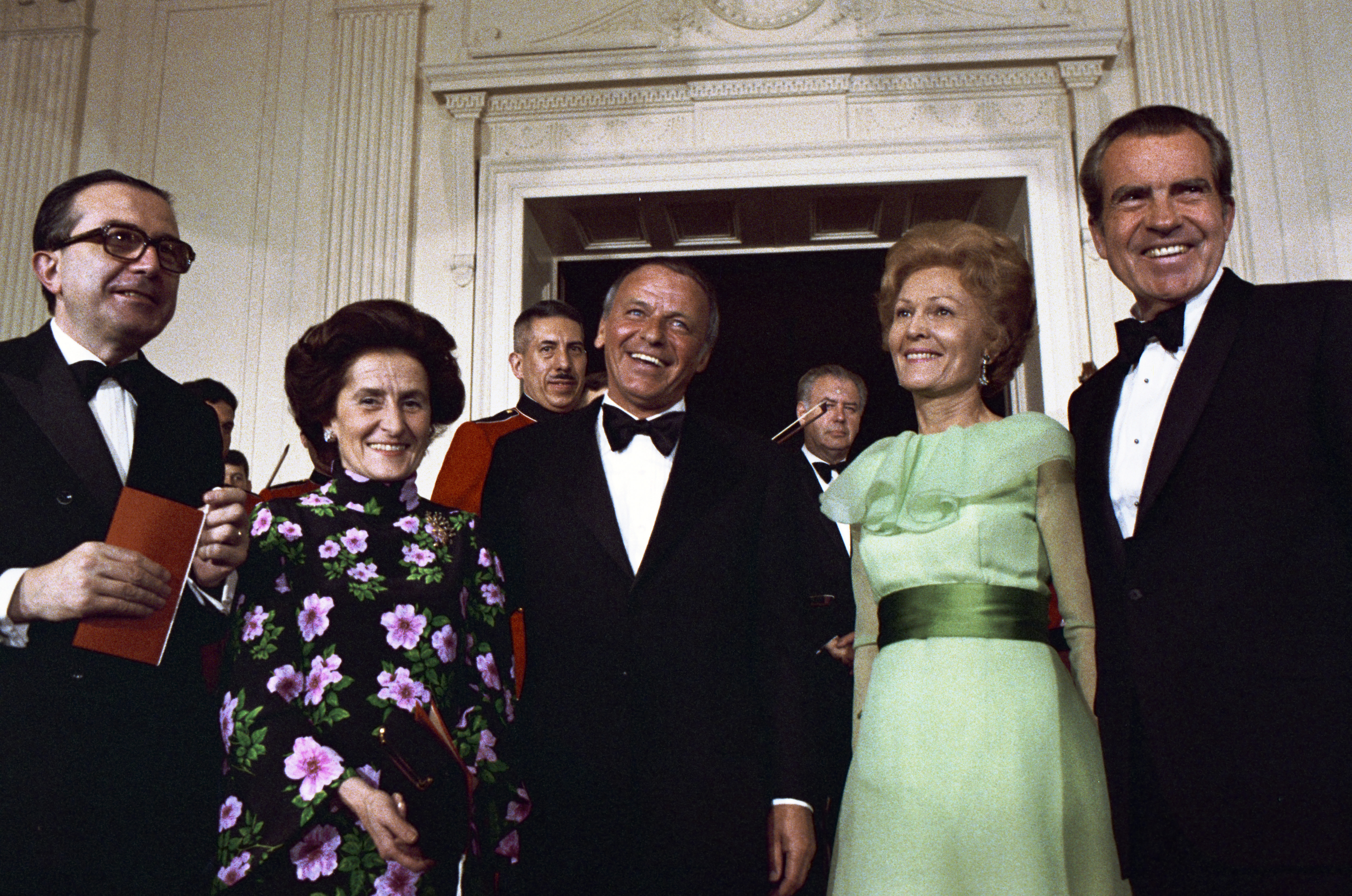
Il Presidente del Consiglio dei ministri della Repubblica Italiana Giulio Andreotti e consorte, Frank Sinatra, Pat Nixon e il presidente alla Casa Bianca il 17 aprile del 1973

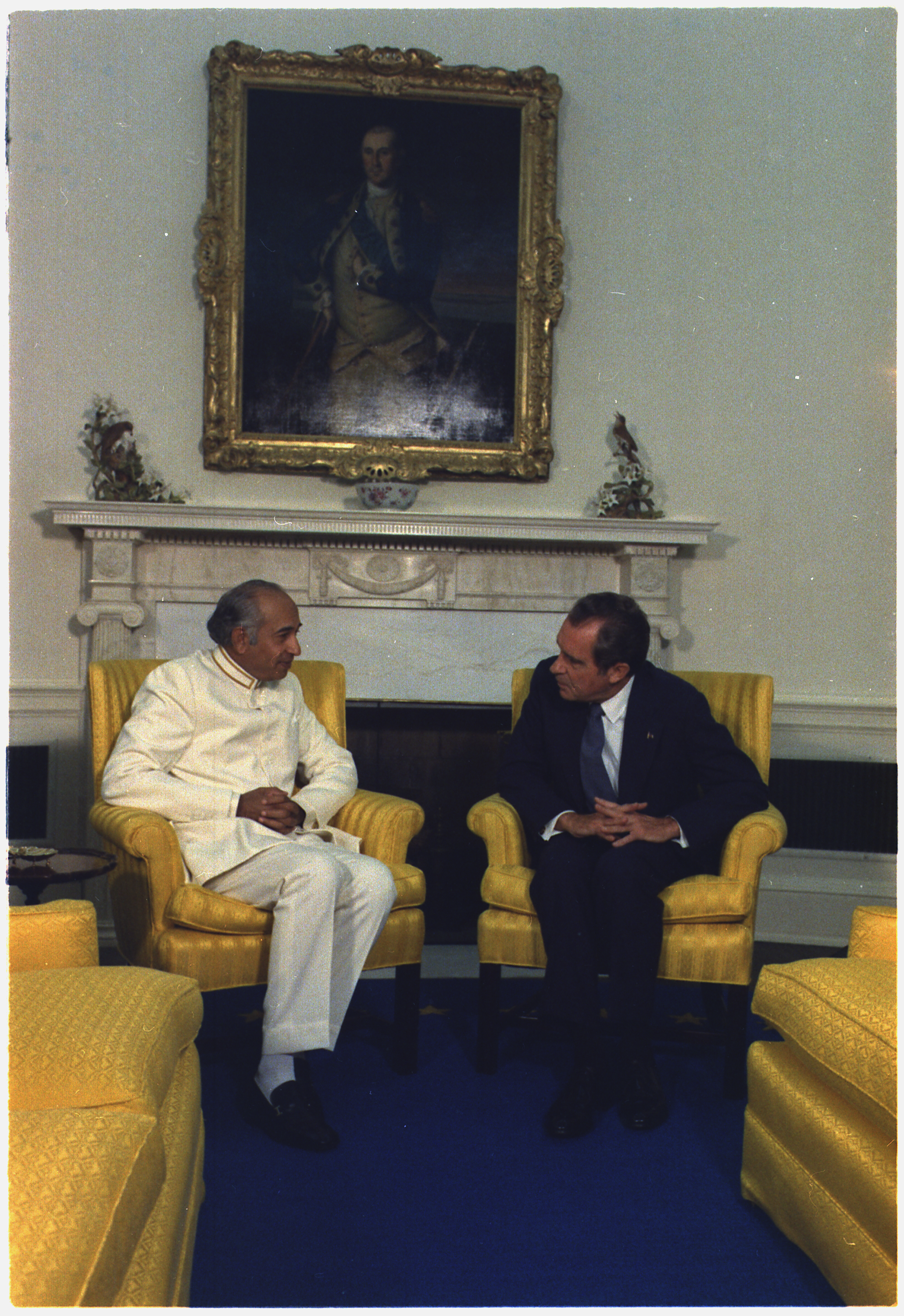
Zulfiqar Ali Bhutto a colloquio con il presidente il 18 settembre del 1973

Gerald Ford, il presidente e Nicolae Ceaușescu il 5 dicembre del 1973

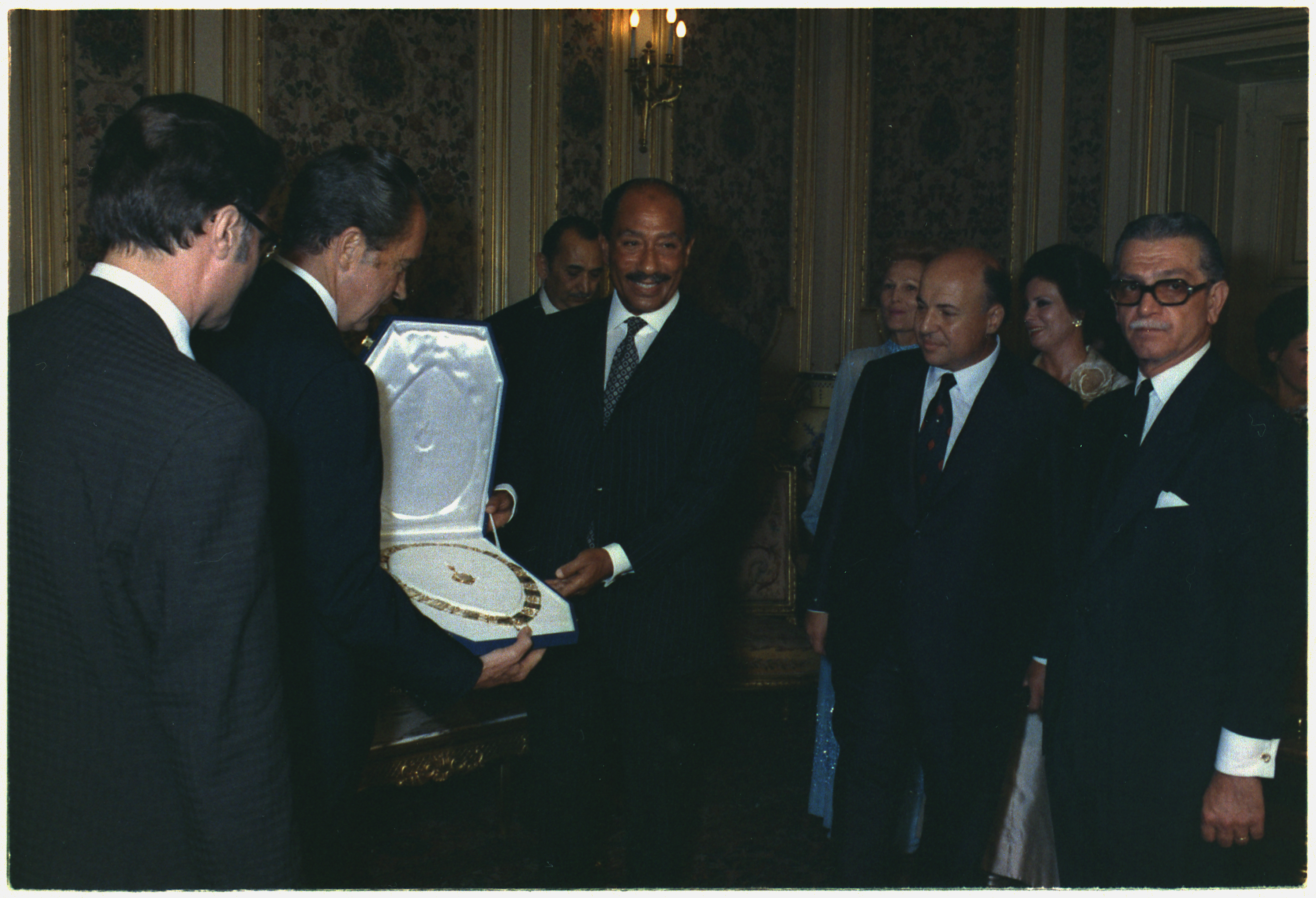
Il presidente con Anwar Sadat a una cerimonia ufficiale il 12 giugno del 1974

La famiglia Nixon al gran completo davanti al ritratto di George Washington

I Nixon con i loro cani a Camp David

Partiti politici: 

  Repubblicano
  Democratico
  Indipendente
| Dipartimento | Incarico                                                 | Ritratto | Ritratto                   | Nome                    | Mandato         | Mandato          |
| Dipartimento | Incarico                                                 | Ritratto | Ritratto                   | Nome                    | Inizio          | Termine          |
| ------------ | -------------------------------------------------------- | -------- | -------------------------- | ----------------------- | --------------- | ---------------- |
|              | Presidente                                               |          |                            | Richard Nixon           | 20 gennaio 1969 | 9 agosto 1974    |
|              | Vicepresidente                                           |          |                            | Spiro Agnew             | 20 gennaio 1969 | 10 ottobre 1973  |
|              | Vicepresidente                                           |          | Vacante                    | 10 ottobre 1973         | 6 dicembre 1973 |                  |
|              | Vicepresidente                                           |          | Gerald Ford                | 6 dicembre 1973         | 9 agosto 1974   |                  |
|              |                                                          |          |                            |                         |                 |                  |
|              | Segretario di Stato                                      |          |                            | William Pierce Rogers   | 22 gennaio 1969 | 3 settembre 1973 |
|              | Segretario di Stato                                      |          | Henry Kissinger            | 22 settembre 1973       | 9 agosto 1974   |                  |
|              | Segretario al tesoro                                     |          |                            | David M. Kennedy        | 22 gennaio 1969 | 11 febbraio 1971 |
|              | Segretario al tesoro                                     |          | John Connally              | 11 febbraio 1971        | 12 giugno 1972  |                  |
|              | Segretario al tesoro                                     |          | George Shultz              | 12 giugno 1972          | 8 maggio 1974   |                  |
|              | Segretario al tesoro                                     |          | William E. Simon           | 9 maggio 1974           | 20 gennaio 1977 |                  |
|              | Segretario della Difesa                                  |          |                            | Melvin Robert Laird     | 22 gennaio 1969 | 29 gennaio 1973  |
|              | Segretario della Difesa                                  |          | Elliot Lee Richardson      | 30 gennaio 1973         | 24 maggio 1973  |                  |
|              | Segretario della Difesa                                  |          | James R. Schlesinger       | 2 luglio 1973           | 9 agosto 1974   |                  |
|              | Procuratore generale                                     |          |                            | John Newton Mitchell    | 21 gennaio 1969 | 1 marzo 1972     |
|              | Procuratore generale                                     |          | Richard Gordon Kleindienst | 12 giugno 1972          | 30 aprile 1973  |                  |
|              | Procuratore generale                                     |          | Elliot L. Richardson       | 25 maggio 1973          | 20 ottobre 1973 |                  |
|              | Procuratore generale                                     |          | William Bart Saxbe         | 4 gennaio 1974          | 2 febbraio 1975 |                  |
|              | Direttore generale delle poste                           |          |                            | Winton M. Blount        | 22 gennaio 1969 | 1 gennaio 1972   |
|              | Segretario degli Interni                                 |          |                            | Walter Hickel           | 24 gennaio 1969 | 5 dicembre 1970  |
|              | Segretario degli Interni                                 |          | Rogers Morton              | 29 gennaio 1971         | 9 agosto 1974   |                  |
|              | Segretario dell'Agricoltura                              |          |                            | Clifford M. Hardin      | 21 gennaio 1969 | 17 novembre 1971 |
|              | Segretario dell'Agricoltura                              |          | Earl Butz                  | 2 dicembre 1971         | 9 agosto 1974   |                  |
|              | Segretario al Commercio                                  |          |                            | Maurice Stans           | 21 gennaio 1969 | 15 febbraio 1972 |
|              | Segretario al Commercio                                  |          | Peter George Paterson      | 29 febbraio 1972        | 1 febbraio 1973 |                  |
|              | Segretario al Commercio                                  |          | Frederick B. Dent          | 2 febbraio 1973         | 9 agosto 1974   |                  |
|              | Segretario del Lavoro                                    |          |                            | George Shultz           | 22 gennaio 1969 | 1 luglio 1970    |
|              | Segretario del Lavoro                                    |          | James Day Hodgson          | 2 luglio 1970           | 1 febbraio 1973 |                  |
|              | Segretario del Lavoro                                    |          | Peter J. Brennan           | 2 febbraio 1973         | 9 agosto 1974   |                  |
|              | Segretario della Salute, dell'Istruzione e del Benessere |          |                            | Robert Hutchinson Finch | 21 gennaio 1969 | 23 giugno 1970   |
|              | Segretario della Salute, dell'Istruzione e del Benessere |          | Elliot Lee Richardson      | 24 giugno 1970          | 29 gennaio 1973 |                  |
|              | Segretario della Salute, dell'Istruzione e del Benessere |          | Caspar Weinberger          | 12 febbraio 1973        | 9 agosto 1974   |                  |
|              | Segretario della Casa e dello Sviluppo Urbano            |          |                            | George W. Romney        | 22 gennaio 1969 | 20 gennaio 1973  |
|              | Segretario della Casa e dello Sviluppo Urbano            |          | James Thomas Lynn          | 2 febbraio 1973         | 9 agosto 1974   |                  |
|              | Segretario dei Trasporti                                 |          |                            | John A. Volpe           | 22 gennaio 1969 | 2 febbraio 1973  |
|              | Segretario dei Trasporti                                 |          | Claude Stout Brinegar      | 2 febbraio 1973         | 9 agosto 1974   |                  |
|              |                                                          |          |                            |                         |                 |                  |
|              | Capo di Gabinetto                                        |          |                            | Harry Robbins Haldeman  | 20 gennaio 1969 | 30 aprile 1973   |
|              | Capo di Gabinetto                                        |          | Alexander Haig             | 4 maggio 1973           | 9 agosto 1974   |                  |
|              | Amministratore dell'OMB                                  |          |                            | Robert Mayo             | 22 gennaio 1969 | 30 giugno 1970   |
|              | Amministratore dell'OMB                                  |          | George Shultz              | 1 luglio 1970           | 11 giugno 1972  |                  |
|              | Amministratore dell'OMB                                  |          | Caspar Weinberger          | 12 giugno 1972          | 1 febbraio 1973 |                  |
|              | Amministratore dell'OMB                                  |          | Roy Ash                    | 2 febbraio 1973         | 9 agosto 1974   |                  |
|              | Ambasciatore presso le Nazioni Unite                     |          |                            | Charles Woodruff Yost   | 23 gennaio 1969 | 25 febbraio 1971 |
|              | Ambasciatore presso le Nazioni Unite                     |          | George H. W. Bush          | 1 marzo 1971            | 18 gennaio 1973 |                  |
|              | Ambasciatore presso le Nazioni Unite                     |          | John A. Scali              | 20 febbraio 1973        | 9 agosto 1974   |                  |

## Politica estera

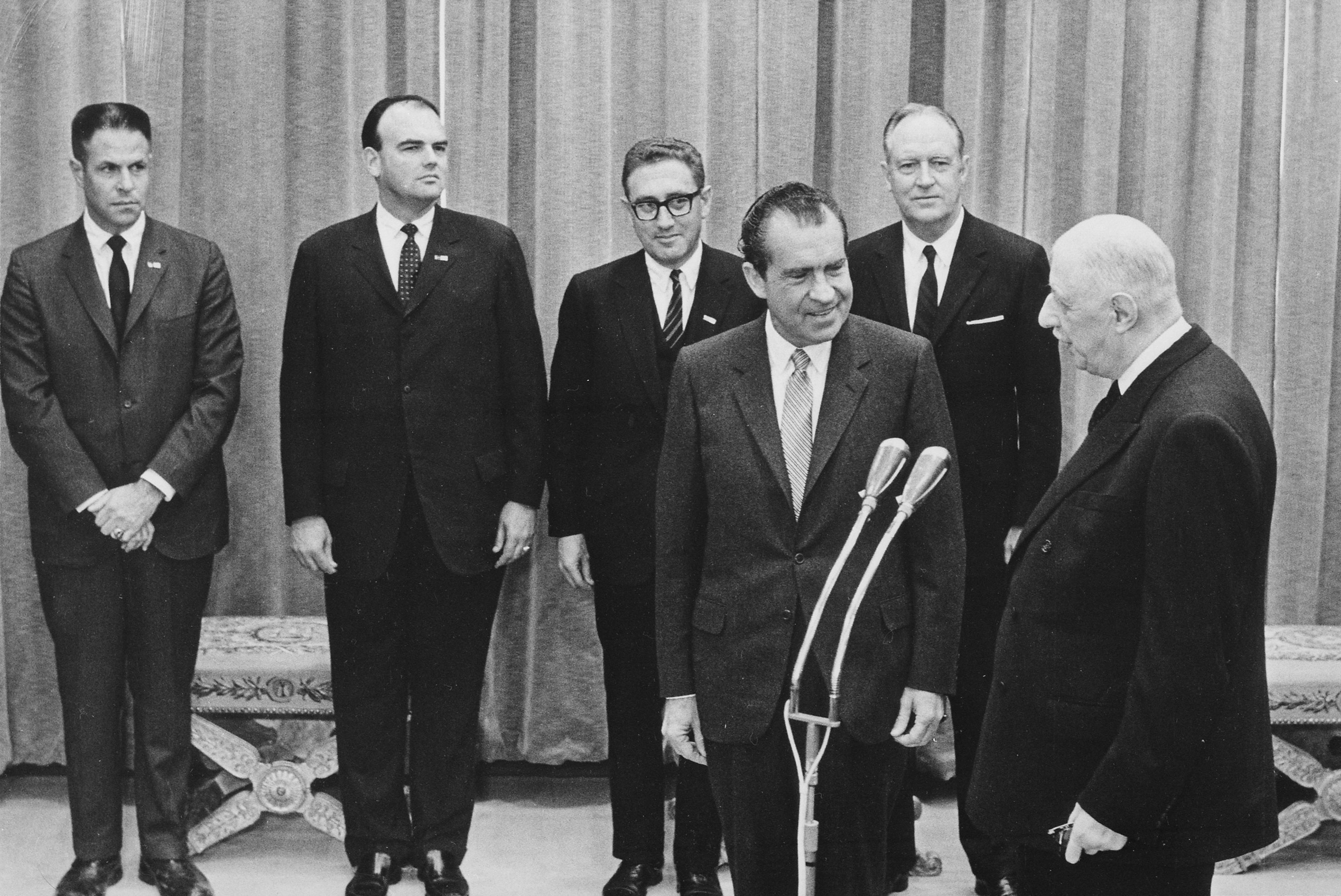
Il presidente con alcuni membri del suo staff assieme a Charles De Gaulle il 2 marzo del 1969

### Europa
Appena poche settimane dopo l'inaugurazione della sua presidenza, Nixon volle compiere un viaggio di otto giorni nell'Europa occidentale iniziando da Bruxelles il 23 febbraio del 1969; incontrerà il Primo ministro del Regno Unito Harold Wilson a Londra e il presidente della Repubblica francese Charles de Gaulle a Parigi. Si fermerà anche a Bonn, Berlino Ovest e Roma, ove avrà un colloquio con papa Paolo VI nella Città del Vaticano.
Compirà anche viaggi rivoluzionari in diverse nazioni comuniste dell'Europa orientale tra cui la Repubblica Socialista di Romania di Nicolae Ceaușescu in quello stesso 1969, nella Repubblica Socialista Federale di Jugoslavia del maresciallo Josip Broz Tito l'anno successivo e nell'Unione delle Repubbliche Socialiste Sovietiche di Leonid Il'ič Brežnev tra il 1972 e il 1974.

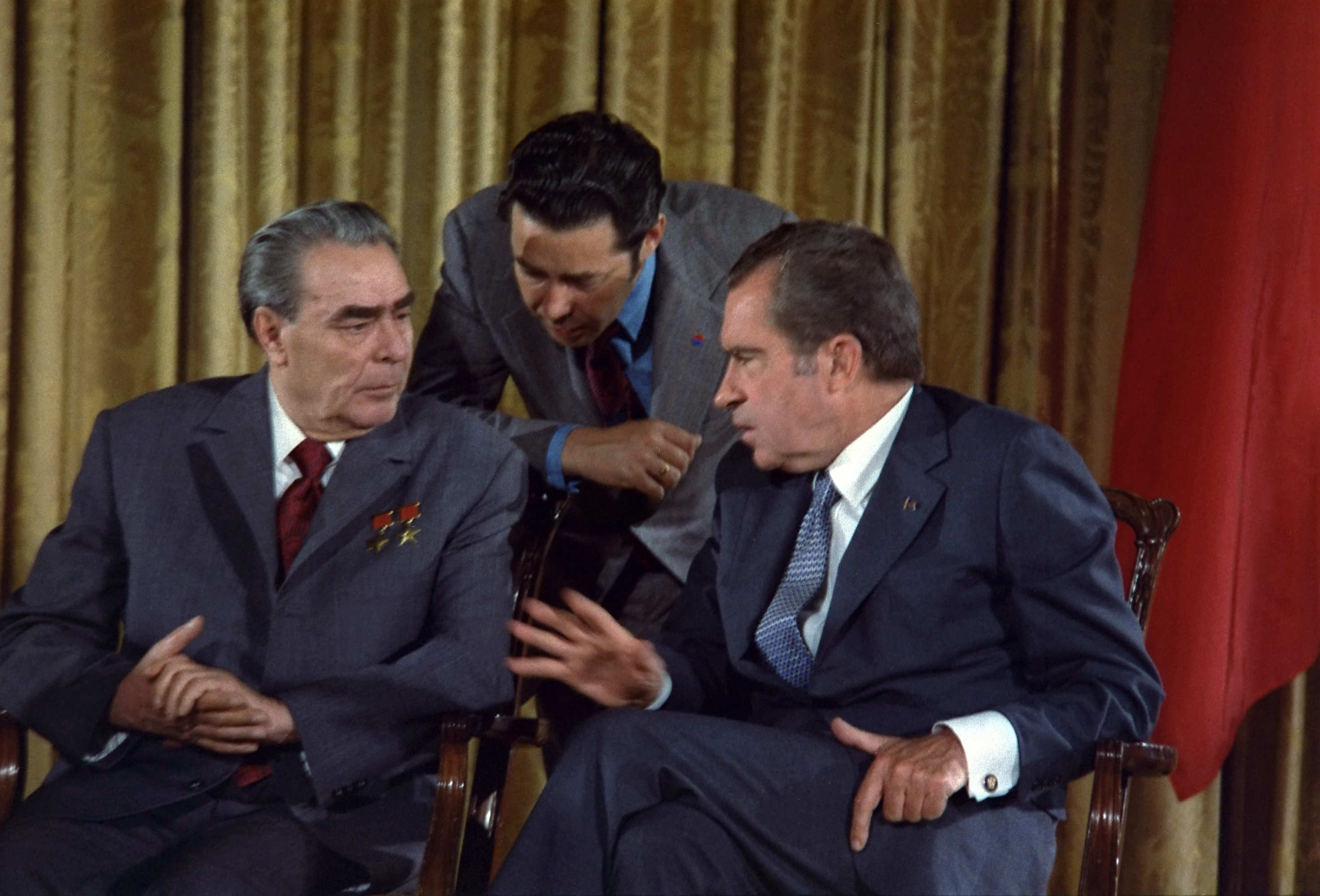
Colloqui tra Leonid Il'ič Brežnev e il presidente

#### Unione Sovietica
Nixon utilizzerà la politica della distensione, il miglioramento dei rapporti internazionali con l'URSS, per affrontare il tema della pacificazione nucleare. Subito dopo l'annunzio della sua visita programmatica nella Repubblica Popolare Cinese l'amministrazione concluse delle trattative anche per realizzare una visita nell'Unione Sovietica. Il presidente, accompagnato dalla First lady, giungerà a Mosca il 22 maggio del 1972 per incontrare - tra gli altri - il segretario generale del PCUS Brežnev, il Capo del Governo Aleksej Nikolaevič Kosygin e il Capo di Stato Nikolaj Viktorovič Podgornyj.
Il presidente s'impegnerà in intensi negoziati con Brežnev. Dal summit fuoriuscirono accordi per un aumento degli scambi commerciali e due importanti trattati sul controllo degli armamenti, il SALT I (il primo patto di limitazione globale firmato dalle due superpotenze) e il Trattato anti missili balistici, il quale ha vietato lo sviluppo di sistemi progettati per intercettare i missili in arrivo. Nixon e Brežnev proclameranno l'avvento di una nuova era di "coesistenza pacifica"; quella sera stessa si terrà un banchetto al Cremlino.
Cercando di promuovere lo sviluppo di un miglioramento delle relazioni con gli USA sia l'URSS sia la Cina ridussero il loro sostegno diplomatico al Vietnam del Nord e avvisando il governo filo-comunista di aprire le trattative in vista di una risoluzione dell'annoso conflitto. Nel prosieguo Nixon descriverà la propria strategia nella maniera seguente:
Dopo aver compiuto notevoli progressi negli ultimi due anni nelle relazioni USA-URSS il presidente intraprenderà un secondo viaggio in Unione Sovietica nel 1974; giungerà a Mosca il 27 giugno accolto da una cerimonia di benvenuto, una folla festante e una cena di Stato al Gran Palazzo del Cremlino. Nixon e Brežnev s'incontreranno a Jalta ove discussero un patto di difesa reciproca, la prosecuzione della distensione e la questione rimasta sul tappeto dei MIRV.
Mentre accarezzò l'idea di proporre un trattato completo per il divieto dei test nucleari missilistici Nixon sentì che non gli sarebbe stato concesso il tempo necessario per condurlo a termine. Nel corso di questi negoziati non si intravidero risultati significativi.

### Asia

Mao Zedong stringe la mano al presidente il 29 febbraio del 1972

#### Cina
Anche chi gli si oppose non poté fare a meno di elogiare il suo lavoro portato avanti con la dirigenza cinese; la misura in cui le sue prime visite ebbero le più profonde e rilevanti conseguenze rimane tuttavia ancor oggi molto aperta al dibattito. Nixon getterà le basi per l'apertura alla Cina ancor prima di diventare presidente arrivando a dichiarare che "non c'è posto su questo piccolo pianeta per un miliardo di persone potenzialmente più capaci degli altri di vivere in una forma di isolamento ostile nei confronti dell'esterno".
In questa impresa sarà prevalentemente assistito dal consigliere per la sicurezza nazionale nonché futuro Segretario di Stato Henry Kissinger, con il quale il presidente si troverà a lavorare a stretto contatto scavalcando gli stessi funzionari governativi. A seguito del conflitto sino-sovietico sulle questioni delle frontiera Nord-Est scaturito nel 1969 le relazioni tra i due maggiori paesi del blocco comunista mondiale toccheranno il loro nadir storico, Nixon invierà messaggi privati ai cinesi grazie alla mediazione intrapresa dal Pakistan, allora paese in relazioni diplomatiche amichevoli con entrambi.

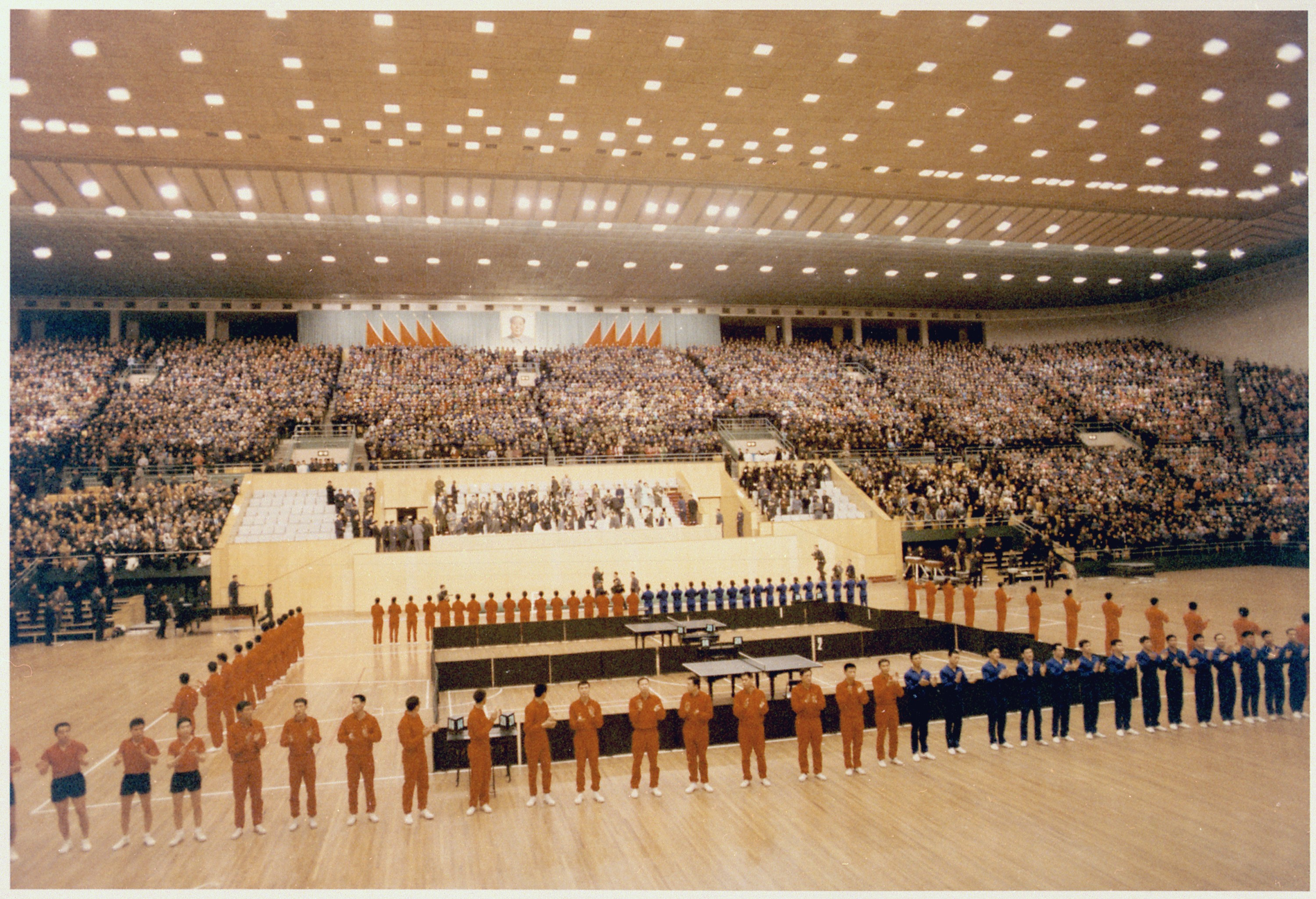
Il presidente assiste a Pechino a un'esibizione di giocatori di ping-pong

Il presidente esprimerà il proprio desiderio di poter migliorare i rapporti reciproci. L'inizio della svolta storica si affaccerà all'inizio del 1971 quando il Presidente del Partito Comunista Cinese Mao Zedong inviterà una squadra americana di giocatori di ping-pong a visitare la nazione per dare il via a una serie di partite ufficiali contro i migliori rappresentanti cinesi; a questo punto Kissinger comincerà ad avere incontri segreti con alcuni tra i massimi esponenti della dirigenza cinese. Avrà così inizio la diplomazia del ping-pong.
Il 15 luglio di quell'anno verrà annunciato in perfetta sincronia da Nixon e da Mao (rispettivamente in televisione e alla radio) che il presidente statunitense avrebbe compiuto un viaggio ufficiale in Cina nel febbraio seguente; la notizia stupirà il mondo intero. L'estremo riserbo adottato permetterà a entrambe le parti di preparare all'interno dei propri paesi il clima politico più adatto per avviare i contatti.

La stretta di mano tra il presidente e Zhou Enlai subito dopo essere sceso dall'Air Force One

Prima della partenza Kissinger informerà dettagliatamente Nixon per prepararlo al meglio. Subito dopo aver toccato terra il presidente e la First lady emersero dall'Air Force One e salutarono il Primo ministro del Consiglio di Stato della Repubblica Popolare Cinese Zhou Enlai pronto a riceverli; Nixon prese a scuotere la mano di Zhou, cosa che nel 1954 l'allora Segretario di Stato della presidenza di Dwight Eisenhower John Foster Dulles si rifiutò di fare quando i due s'incontrarono a Ginevra.
Oltre 100 giornalisti accompagneranno il presidente; dietro suo diretto ordine la televisione fu nettamente favorita rispetto alla carta stampata, poiché Nixon ritenne che il mezzo televisivo sarebbe riuscito a catturare molto meglio dei giornali il significato storico dell'evento; ciò gli darà finanche la possibilità di snobbare tutti quei giornalisti della stampa che più cordialmente disprezzava.
Il presidente, Kissinger, Mao e Zhou s'incontreranno per la prima volta in un colloquio durato più di un'ora nella residenza privata ufficiale di Mao e ivi discussero di un ampio ventaglio di questioni; il leader cinese avrà in seguito modo di confessare al proprio medico privato d'essere rimasto colpito da Nixon, che considerava molto schietto a differenza dei sovietici e degli stessi oppositori interni. Dirà anche però di continuare a rimanere sospettoso nei confronti di Kissinger, seppur quest'ultimo avrà a definire l'avvenuto colloquio tra i due come "il mio incontro con la storia".

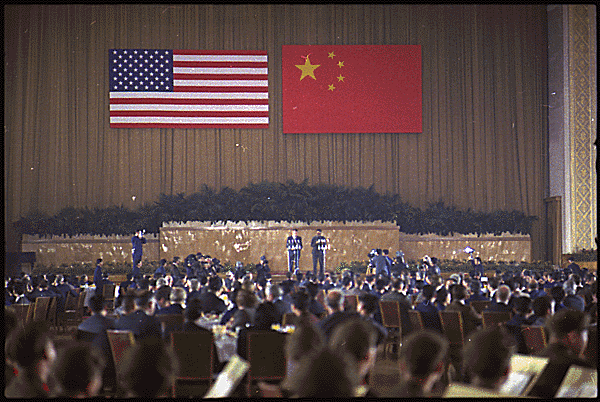
Discorso durante il banchetto ufficiale svoltosi nella Grande Sala del Popolo; bandiera degli Stati Uniti d'America a sinistra e Bandiera della Repubblica Popolare Cinese a destra

Quella stessa sera nella Grande Sala del Popolo fu dato un banchetto formale che accolse l'intero seguito presidenziale. Il giorno seguente Nixon s'incontrerà nuovamente con Zhou; qui dichiarerà di credere che "c'è una sola Cina e Taiwan è una parte di essa". Quando non si trovò impegnato in riunioni ufficiali il presidente visiterà le meraviglie architettoniche del paese, tra cui la "Città proibita", le tombe della dinastia Ming e la Grande muraglia cinese.
Il pubblico americano potrà in tal modo sperimentare la sua "prima occhiata alla vita cinese" attraverso le telecamere che accompagneranno Pat Nixon la quale girò per Pechino visitando comunità, scuole, fabbriche e ospedali. Questa visita inaugurerà una nuova era nelle relazioni bilaterali sino-americane; temendo la possibilità di un'alleanza tra le due nazioni l'Unione Sovietica si troverà formalmente costretta alla pressione volta a un periodo di distensione duratura con gli Stati Uniti.

#### Guerra del Vietnam
Nel momento in cui il nuovo presidente entrava in carica circa 300 soldati americani morivano ogni settimana nella guerra del Vietnam, divenuta oramai largamente impopolare in tutta la nazione; proteste diffuse e anche violente contro la prosecuzione del conflitto si svolsero regolarmente, compresa una verificatasi anche di fronte alla cerimonia inaugurale di Nixon.
La precedente amministrazione della presidenza di Lyndon B. Johnson aveva accettato di sospendere i bombardamenti in cambio dell'avvio di negoziati, ma senza porre alcuna condizione preliminare; un tale accordo non riuscirà mai a prendere pienamente il via.
Secondo lo scrittore e biografo Walter Isaacson, già poco dopo aver assunto le proprie funzioni il presidente aveva concluso con la convinzione che la guerra non avrebbe mai più potuto essere vinta ed era ben determinato a porvi fine nella maniera più rapida e indolore possibile; al contrario l'autore C. Black sostiene invece che Nixon credeva ancora sinceramente di poter riuscire a intimidire il Vietnam del Nord con la cosiddetta Teoria del pazzo.
Il presidente cercherà di creare le condizioni per un accordo che avrebbe permesso alle forze statunitensi di ritirarsi, seppur lasciando il Vietnam del Sud al sicuro contro gli attacchi dei Viet Cong. Verso la metà del 1969 Nixon iniziò i propri sforzi nel tentativo di ricercare una pace accettabile con i nord-vietnamiti; i colloqui preliminari verranno fissati ancora una volta a Parigi, ma non si troverà tuttavia un accordo tra le parti. A luglio il presidente farà visita al fronte delle operazioni, dove incontrerà tutti i suoi maggiori comandanti militari nonché il presidente del Vietnam del Sud Nguyễn Văn Thiệu.

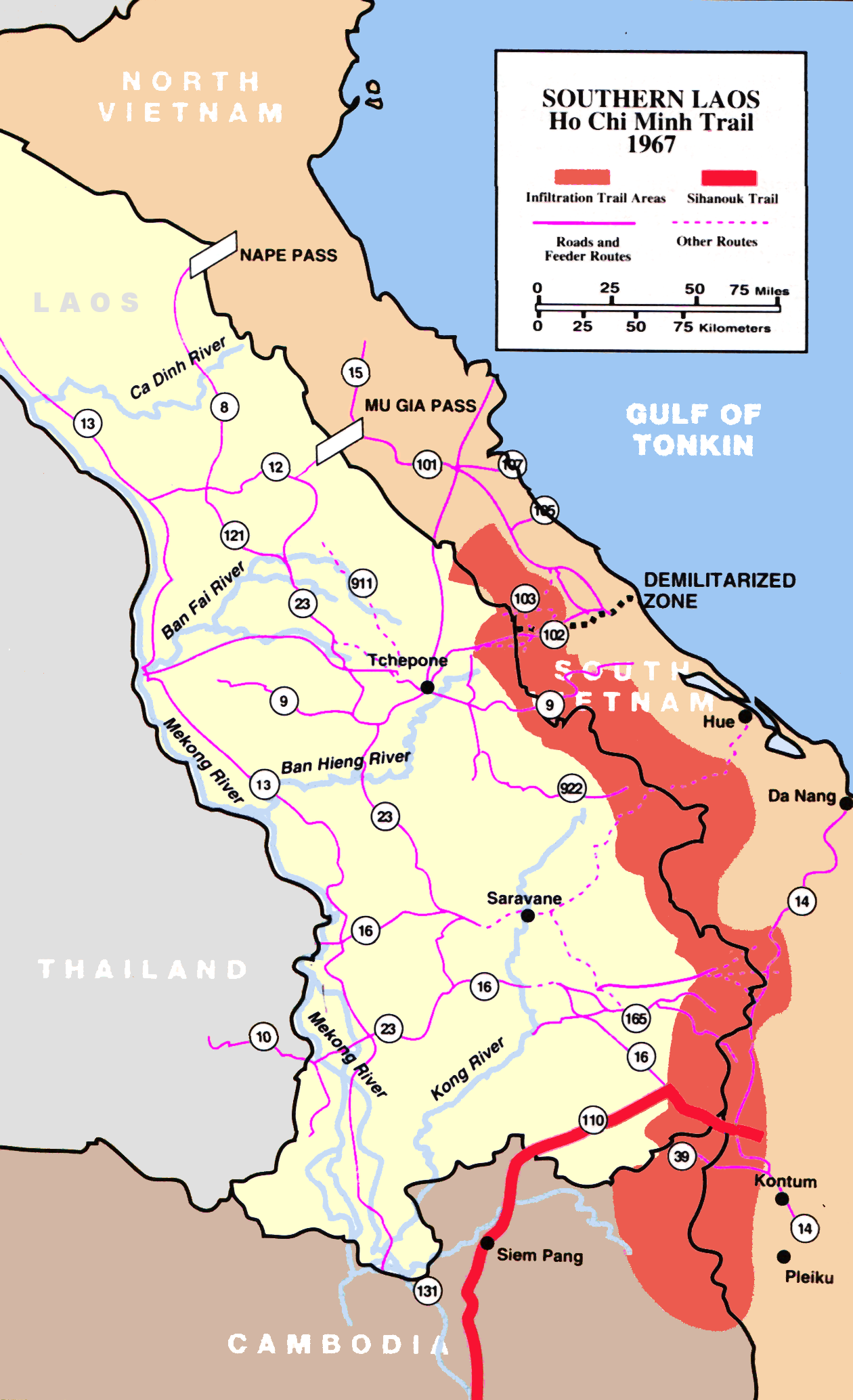
Il sistema logistico denominato sentiero di Ho Chi Minh (1967)

Nel bel mezzo delle proteste sempre più consistenti che scoppiavano in patria e che richiedevano a gran voce un ritiro immediato, Nixon attuerà una strategia di sostituzione delle truppe americane con quelle vietnamite (Lục quân Việt Nam Cộng hòa), nota come "Vietnamizzazione". Ben presto istituirà ritiri di truppe mirati, ma d'altro canto autorizzerà le incursioni nel territorio del Laos, in gran parte per interrompere il sentiero di Ho Chi Minh utilizzato per rifornire in sicurezza le forze nordvietnamite, il quale passava attraverso i territori di confine del Laos e della Cambogia.

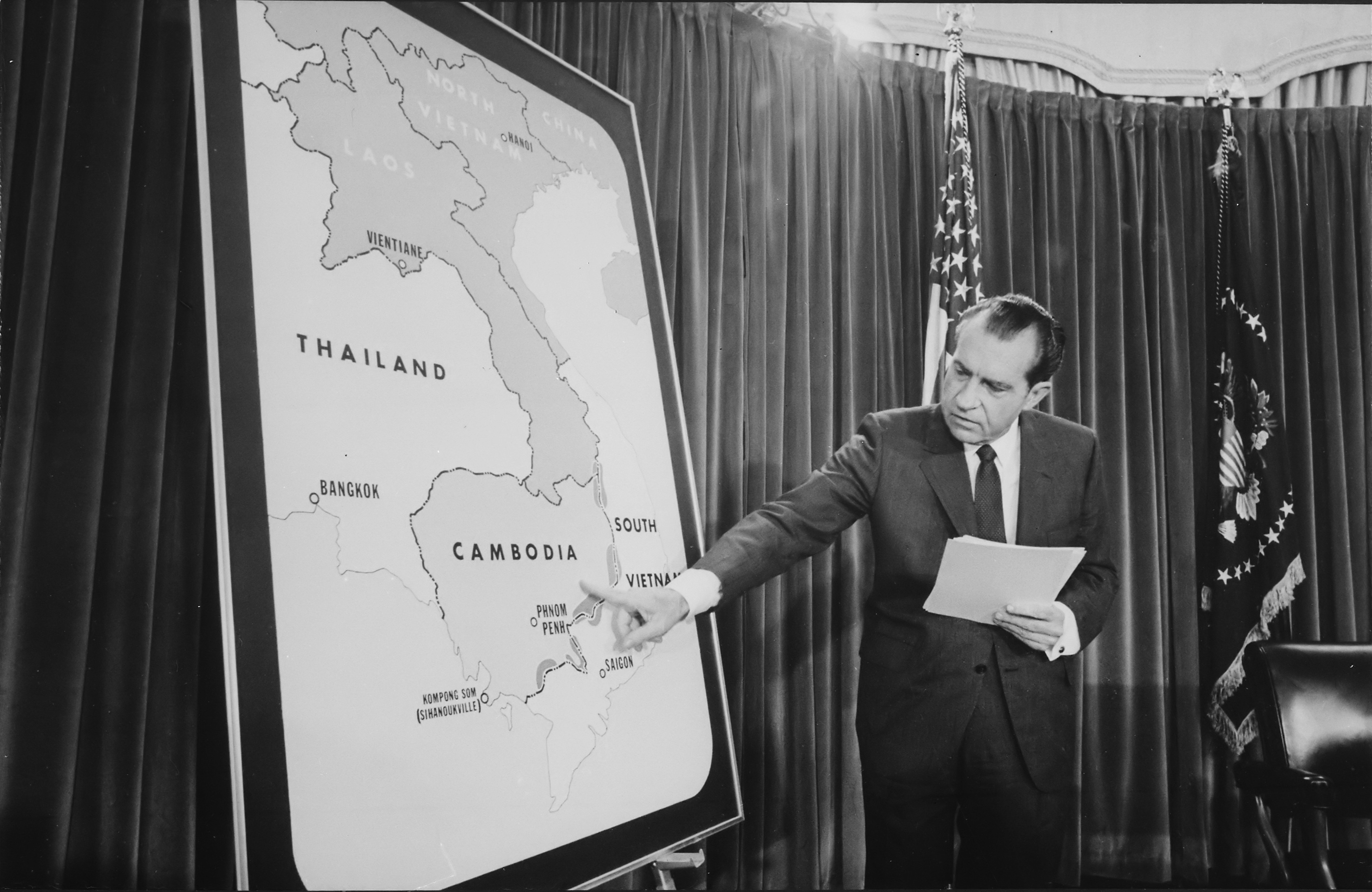
L'annuncio presidenziale dell'intervento via terra in Cambogia, 30 aprile del 1970

Il presidente annunzierà al pubblico americano l'intervento via terra in Cambogia il 30 aprile del 1970; le sue risposte ai manifestanti inclusero un improvviso incontro mattutino con i loro leader al Lincoln Memorial il 9 di maggio seguente.
I documenti provenienti dagli archivi segreti sovietici e resi pubblici dopo la dissoluzione dell'Unione Sovietica (1991) hanno rivelato che il tentativo nord-vietnamita d'invadere la Cambogia fu lanciato su esplicita richiesta proveniente dai Khmer rossi e negoziato direttamente dal comandante in seconda di Pol Pot, Nuon Chea.
La campagna promossa da Nixon per frenare la guerra, in contrasto con l'escalation dei bombardamenti aerei, ha portato i commentatori a sostenere che il presidente avesse - proprio su questa questione cruciale - un "vuoto di credibilità".
Nel 1971 degli estratti dai Pentagon Papers, che erano stati fatti trapelare dall'attivista Daniel Ellsberg, finiranno con l'essere pubblicati sia dal The New York Times sia dal The Washington Post; quando apparve per la prima volta la verità della fuga di notizie contenute nei papers Nixon rimarrà per lo più incline a non voler far nulla.
I documenti, una storia completa del pluridecennale coinvolgimento statunitense in Indocina, riguardarono principalmente le menzogne messe in atto dalle amministrazioni precedenti e contenevano in realtà ben poche vere rivelazioni.
Il presidente verrà persuaso da Henry Kissinger che le informazioni giornalistiche fossero ben più dannose di quanto non apparissero a prima vista tanto che Nixon cercherà d'impedirne la loro pubblicazione completa; alla fine la Corte suprema verrà costretta a dover esplicitamente sentenziare schierandosi a favore dei giornali e della libertà d'informazione.

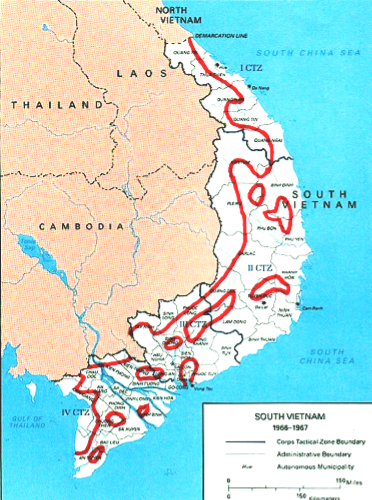
Le aree approssimative di controllo al momento della firma degli Accordi di pace di Parigi. Il governo sudvietnamita era ancora in pieno possesso di circa l'80% del territorio e il 90% della popolazione, anche se molte aree rimasero contestate.

Mentre continuarono i ritiri progressivi la coscrizione obbligatoria sarà ridotta fino a terminare definitivamente nel 1973; la United States Armed Forces diverrà così composta in futuro esclusivamente da volontari. Dopo anni di combattimenti gli accordi di pace di Parigi furono firmati all'inizio del 1973; il trattato attuò un cessate il fuoco bilaterale e consentirà il ritiro in sicurezza delle truppe americane rimaste; esso tuttavia non richiese la ritirata dei circa 160 000 soldati regolari nordvietnamiti del Quân Đội Nhân Dân Việt Nam che già si trovavano nel territorio del Sud.
Una volta terminato il decisivo supporto statunitense agli scontri vi fu una breve tregua, prima che i combattimenti esplodessero nuovamente, ma questa volta senza il diretto coinvolgimento americano. Il Nord comunista finirà col conquistare l'intero territorio del Sud filo-occidentale nel 1975 (la caduta di Saigon avverrà il 30 di aprile: terminerà in tal modo la guerra del Vietnam). Nel frattempo altri governi filo-comunisti prenderanno parallelamente il potere sia nel Laos sia in Cambogia.

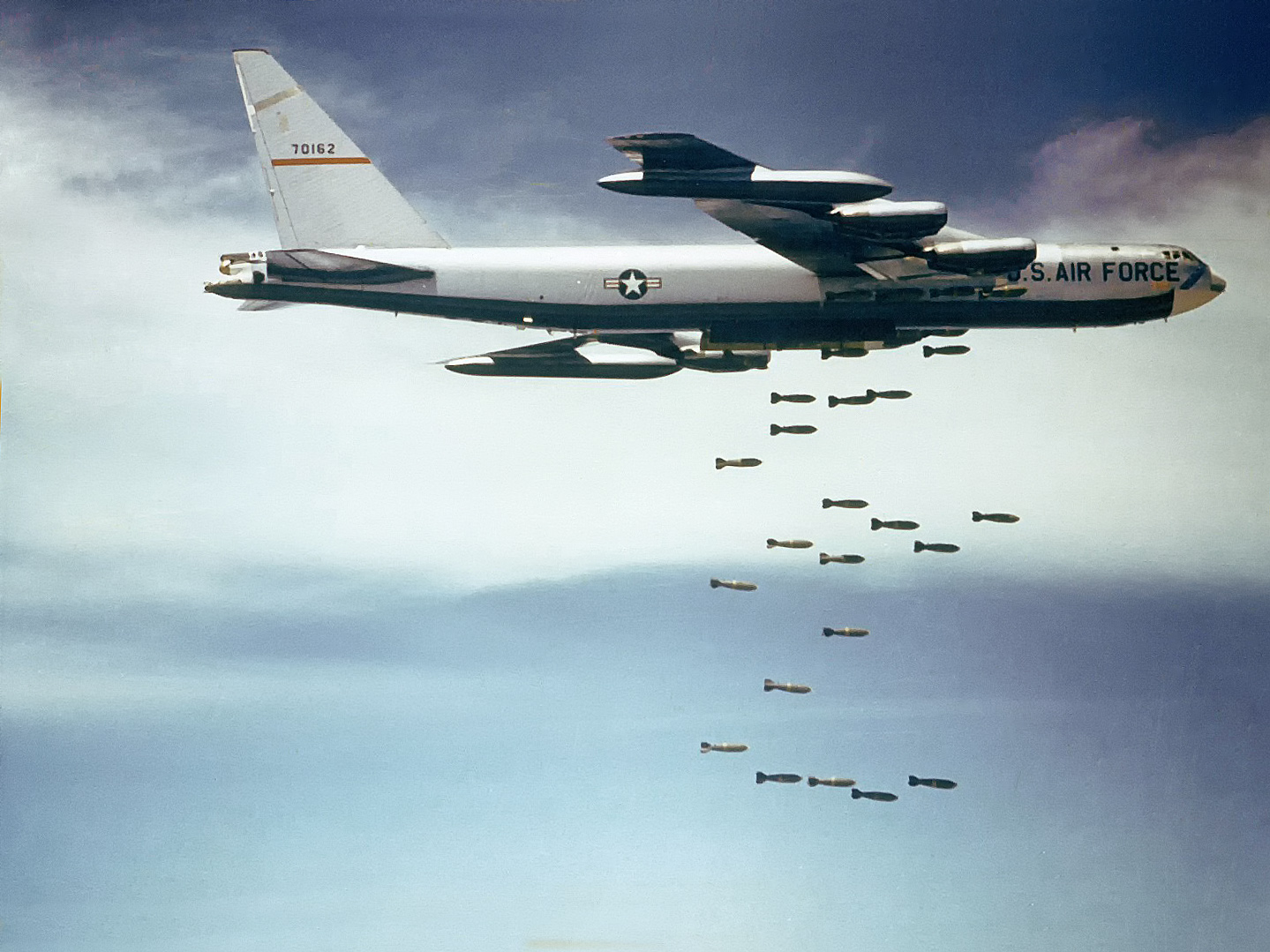
Il bombardiere strategico Boeing B-52 Stratofortress mentre lancia bombe durante la guerra del Vietnam

#### Cambogia
Nixon approverà nel marzo del 1969 una campagna segreta di bombardamenti a tappeto delle posizioni nordvietnamite in territorio cambogiano utilizzando i bombardieri strategici Boeing B-52 Stratofortress (nome in codice operazione Menu) senza aver ottenuto il previo consenso del leader cambogiano Norodom Sihanouk.
Gli attacchi continueranno a intervalli fino ai primi mesi del 1973 a sostegno del governo presieduto da Lon Nol il quale stava contrapponendosi all'insurrezione armata scatenata dai Khmer rossi nella guerra civile in Cambogia, come parte dell'operazione "Freedom Deal".
Si stima che dal 1970 al 1973 morirono tra le 50 000 e le 150 000 persone a causa della guerra civile sommata ai bombardamenti aerei; successivamente Kiernan e Owen hanno rivisto la loro stima di 2,7 milioni di tonnellate di bombe americane sganciate sulla Cambogia fino a raggiungere la cifra precedentemente accettata di circa 500 000 tonnellate
La relazione tra il massiccio bombardamento a tappeto della Cambogia da parte degli USA e la crescita dei Khmer Rossi, in termini di reclutamento e sostegno popolare, è stata una questione d'interesse per gli storici; alcuni hanno citato la campagna d'intervento come uno dei fattori significativi che condussero a un sempre maggior supporto nei confronti dei Khmer da parte dei contadini.
Tuttavia il biografo di Pol Pot David Chandler sostiene altresì che l'operazione di bombardamento abbia avuto l'effetto voluto dagli americani, riuscirà difatti a rompere l'accerchiamento comunista a cui era sottoposta la capitale Phnom Penh; l'autore afferma che "se hai appena preso una decisione militare molto fredda e calcolatrice il bombardamento del 1973 era in effetti una cosa sensata da fare [all'epoca], perché se non fosse accaduto i Khmer Rossi avrebbero preso Phnom Penh [molto prima] e il Vietnam del Sud avrebbe avuto un paese comunista sul fianco".
L'esperto in politica estera Peter Warren Rodman e lo scrittore Michael Lind sono giunti ad affermare che l'intervento statunitense salvò l'intera Cambogia dal crollo sia nel 1970 sia tre anni dopo. L'autore Craig Etcheson è d'accordo sul fatto che fosse del tutto insostenibile arguire che l'intervento americano accelerò la vittoria dei Kmer Rossi, riconoscendo altresì che avrebbe potuto aver giocare un ruolo minore nell'incremento dei reclutamenti a favore degli insorti.

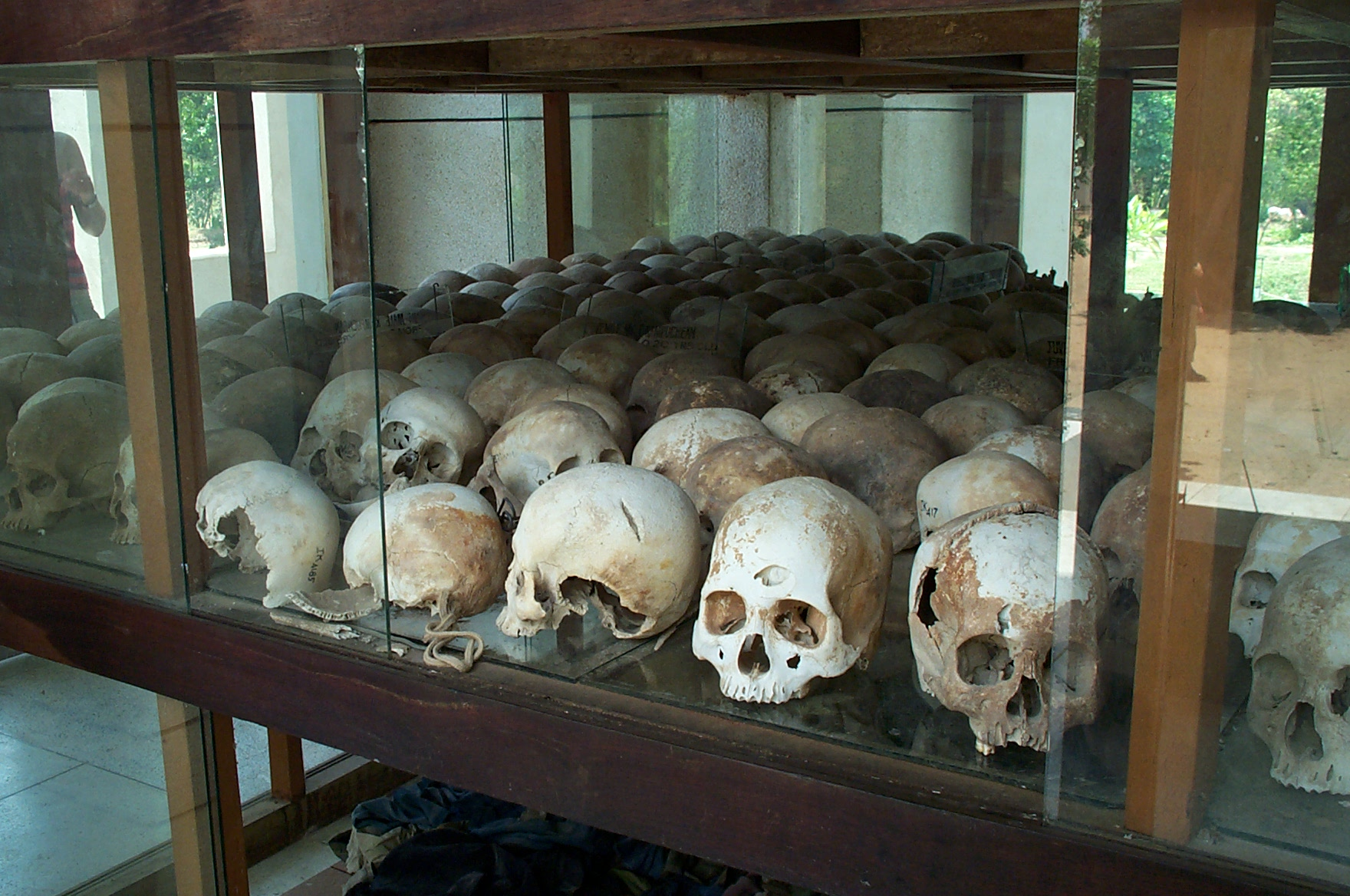
Teschi provenienti dai Killing fields di Choeung Ek Memorial

D'altra parte il commentatore britannico William Hartley Hume Shawcross ha scritto che i "Khmer Rossi sono nati dall'inferno che la politica americana ha contribuito molto a creare" e che la "collaborazione di Sihanouk con entrambe le potenze [Stati Uniti e Vietnam del Nord]... era intesa a salvare la sua gente limitando il conflitto alle regioni di confine; ma è stata esclusivamente la politica bellica americana che ha permesso alla nazione di rimanere inghiottita prima nella guerra civile e dopo nel regime assassino della cosiddetta Kampuchea Democratica con la Guerra cambogiano-vietnamita e il genocidio cambogiano a far da contorno".

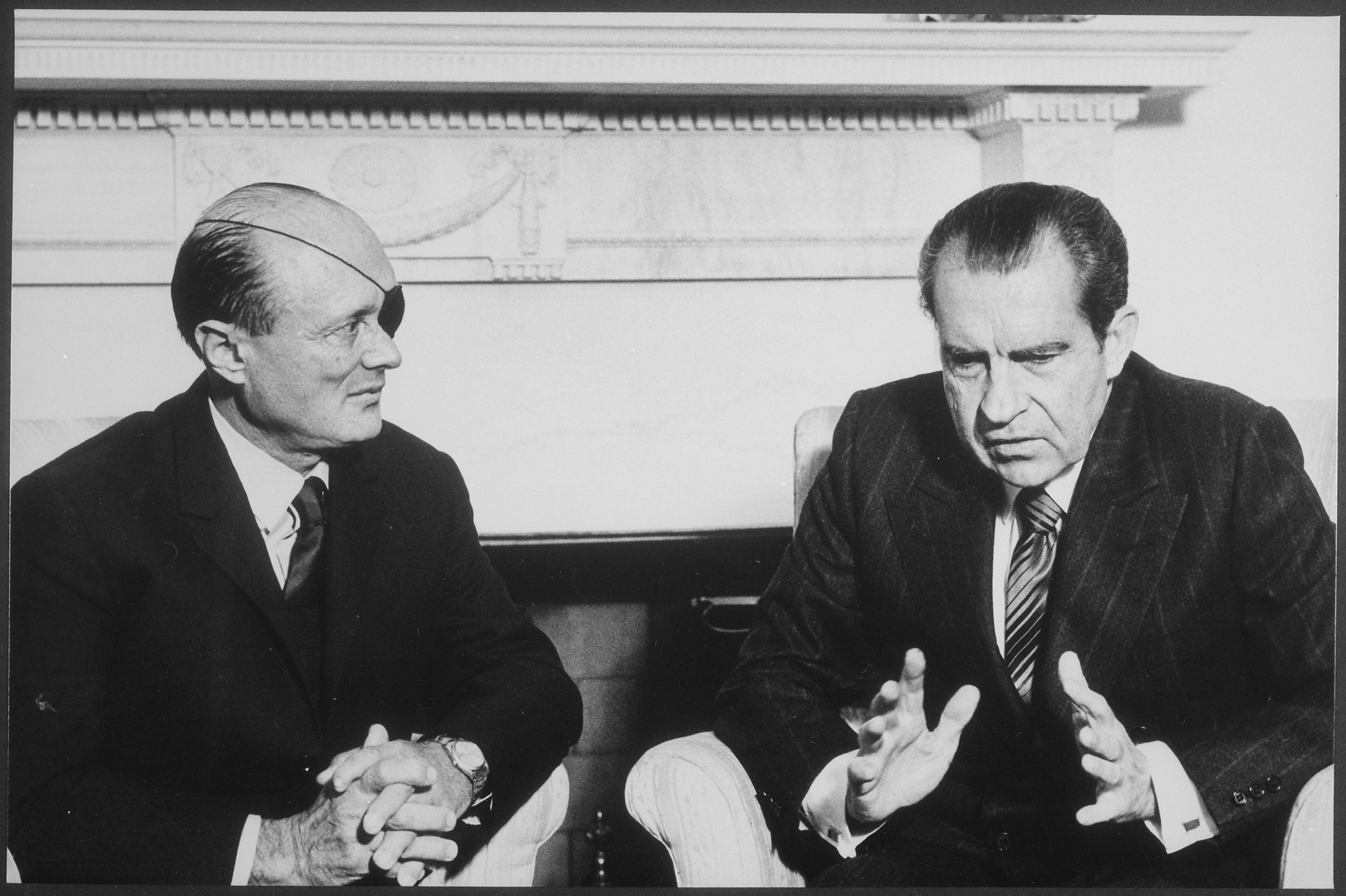
Il ministro della difesa israeliano Moshe Dayan con il presidente l'11 dicembre del 1970

#### Medio Oriente e guerra di Yom Kippur
Come parte della nuova Dottrina Nixon gli Stati Uniti avrebbero cercato per quanto più possibile di evitare il sostegno diretto agli alleati in azioni di combattimento, fornendo invece loro tutta l'assistenza necessaria per potersi difendere al meglio; le vendite di armi vennero così incrementate in maniera significativa in direzione del Medio Oriente, in particolare verso Israele, l'Iran dello Scià Mohammad Reza Pahlavi e l'Arabia Saudita - lungo tutto il corso dell'amministrazione.
Il presidente sosterrà fortemente Israele, uno dei principali partner mediorientali, ma questo supporto non si rivelerà incondizionato. Nixon credette con ferma convinzione che gli israeliani avrebbero dovuto avviare al più presto delle trattative con i vicini paesi arabi per condurre a una stabile pacificazione dell'area e gli Stati Uniti li dovevano incoraggiare.
Nixon pensò - tranne che durante la Crisi di Suez del 1957 - che l'America avesse fallito nella sua politica di interventismo e che dovessero pertanto utilizzare invece la leva dei grandi aiuti militari per spingere le parti contrapposte ai tavoli dei negoziati; tuttavia il Conflitto arabo-israeliano non rimase al centro dell'attenzione del presidente nel corso del suo primo mandato; era convinto difatti che indipendentemente dalle decisioni che avesse voluto e/o saputo prendere gli ebrei americani si sarebbero comunque opposti alla sua rielezione.

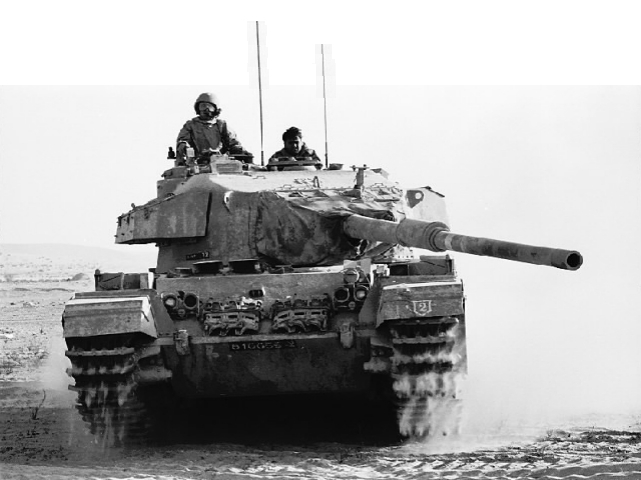
Un carro armato da combattimento M60 Patton delle Forze di difesa israeliane durante le operazioni svolte nella penisola del Sinai nel corso della guerra dello Yom Kippur

Dopo che una coalizione araba, guidata da Egitto e Siria, attaccò senza alcun preavviso Israele nell'ottobre del 1973, dando così il via alla guerra dello Yom Kippur, gli aggrediti subirono inizialmente delle perdite preoccupanti. Gli Stati Uniti per diversi giorni non si mossero fino a quando Nixon non ordinò un ponte aereo assumendosi in prima persona la responsabilità di qualsiasi eventuale risposta da parte delle nazioni arabe. Il presidente troncherà nettamente le dispute sorte tra i vari dipartimenti e la burocrazia dando il via al ponte aereo verso Israele con grandi quantità di forniture di armamenti.

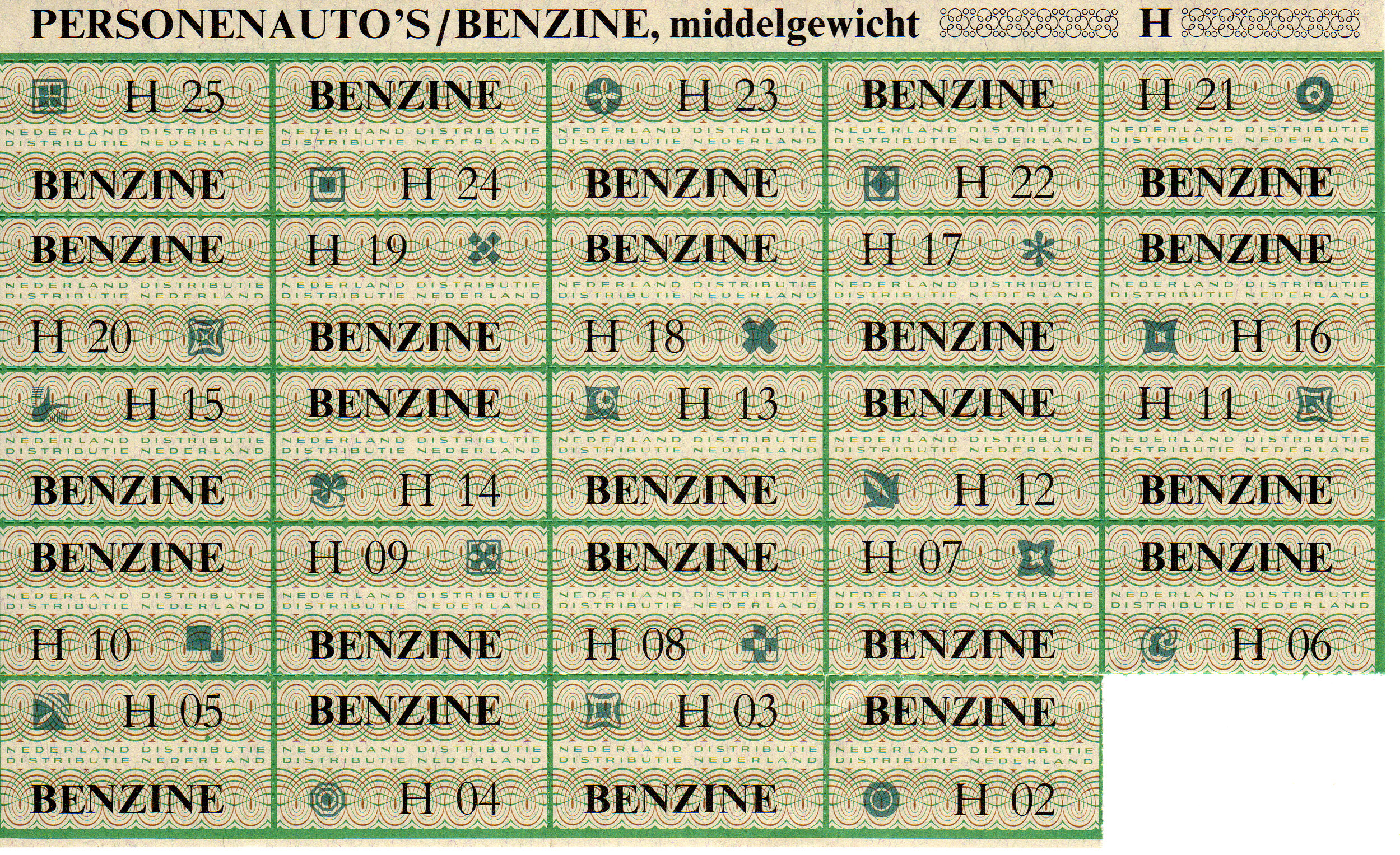
Bonus-benzina concessi agli automobilisti olandesi durante la crisi energetica (1973)

Quando gli USA assieme all'URSS riuscirono a concordare una tregua gli alleati erano oramai già penetrati profondamente nel territorio nemico. Uno degli effetti a più lungo termine sarà il movimento di allontanamento dei sovietici dal governo egiziano, per approdare molto più vicino agli statunitensi; ma la vittoria si ottenne con il grave costo economico scaturito dalla crisi energetica. I membri dell'OPEC decideranno infatti di far lievitare i prezzi del greggio in risposta al sostegno americano nei confronti d'Israele.
Dopo che Nixon scelse nell'agosto 1971 di abbandonare il sistema aureo (Gold standard) e di porre fine alla convertibilità del dollaro in oro, darà vita al cosiddetto Nixon Shock e alla Nixonomics; i paesi esteri accrebbero le loro riserve valutarie in previsione delle probabili ampie fluttuazioni del mercato, il che causerà la deflazione del dollaro oltre che di altre valute mondiali. Poiché il petrolio continuava a essere pagato in dollari l'OPEC inizierà a ricevere meno valore pregiato per il proprio prodotto; la produzione venne tagliata e annunziato un ulteriore rincaro dei prezzi nonché un embargo mirato contro gli Stati Uniti e i Paesi Bassi e incolpando specificamente il sostegno statunitense dato alle azioni di guerra.
L'embargo causerà una penuria di benzina e il razionamento della stessa verso lo scadere dell'anno 1973; tutto ciò si concluderà positivamente a partire dal momento in cui le azioni produttrici di "oro nero" cominceranno a intravedere spiragli di pace i quali prenderanno piede però solo con gli accordi di Camp David del 1977 sotto la direzione della presidenza di Jimmy Carter.
Il Segretario di Stato Henry Kissinger giocherà un ruolo importante nell'avvio delle trattative, essendo anche in grado di ristabilire i normali rapporti diplomatici con l'Egitto di Anwar al-Sadat per la prima volta dall'epoca della guerra dei sei giorni. Nixon vi svolgerà infine anche una delle sue ultime visite internazionali come presidente nel giugno del 1974.

### L'America Latina e l'Operazione Condor

#### Cuba
Nixon si era rivelato essere un fermo sostenitore della presidenza di John Fitzgerald Kennedy quando questa predispose il tentativo di invasione della baia dei Porci nel 1961 e poi anche durante la crisi dei missili di Cuba nell'anno successivo; quando s'insedierà come presidente fece intensificare le operazioni segrete contro Cuba e il suo leader maximo comunista Fidel Castro.
Manterrà stretti e collaborativi rapporti con la comunità degli esiliati cubano-americani anticastristi attraverso il suo amico nonché uomo d'affari Charles Gregory "Bebe" Rebozo, che spesso gli suggerirà vari modi per irritare Castro. Queste attività riguardarono sia i sovietici sia i cubani i quali temettero che il presidente potesse decidere d'invadere l'isola in violazione dell'intesa stipulata tra John Fitzgerald Kennedy e Nikita Sergeevič Chruščёv, la quale aveva messo termine alla crisi.
Nell'agosto del 1970 i sovietici chiederanno esplicitamente a Nixon di riaffermare l'accordo; nonostante la linea dura intrapresa contro Castro il presidente darà una risposta positiva. Il procedimento, che iniziò segretamente ma che rapidamente trapelò, non verrà completato quando gli USA dedussero nell'ottobre seguente che i sovietici stessero espandendo la loro base nel porto di Cienfuegos.
Seguirà un piccolo scontro al vertice il quale si concluderà però con la consapevolezza del fatto che i russi non avrebbero utilizzato il porto per i loro sottomarini dotati di missili balistici. L'ultimo giro di note diplomatiche reciproche, che riaffermerà infine l'accordo del 1962, verrà scambiato a novembre.

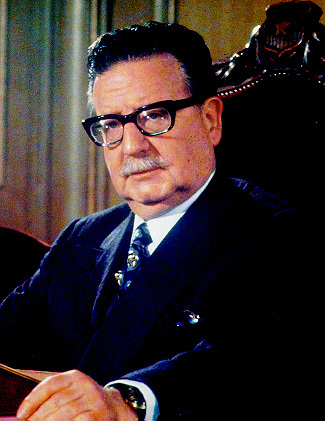
Salvador Allende, 30º presidente del Cile dal 1970 al 1973

#### Cile
L'elezione del marxista Salvador Allende in qualità di presidente del Cile a seguito delle Elezioni presidenziali in Cile del 1970 condusse Nixon a ordinargli il divieto dell'autorizzazione a entrare in carica e assumere tutte le sue piene funzioni. L'ambasciatore Edward Malcolm Korry riferirà però al presidente di non vedere alcuna alternativa ad Allende; secondo le parole riportate dal diplomatico Nixon avrebbe detto:"quel figlio di puttana, quel figlio di uno stronzo... Non tu, signor ambasciatore, è quel figlio di puttana di Allende, lo distruggeremo".
Il presidente perseguirà quindi una vigorosa campagna di resistenza segreta ad Allende, tutta intesa inizialmente a impedirgli di prendere il comando, denominata "Track I" e poi, quando questa si rivelerà un fallimento, di fornire una "soluzione militare" battezzata "Track II". Come parte di questo progetto gli agenti della CIA si rivolsero agli alti vertici militari cileni, utilizzando operazioni sotto copertura (False flag) e incoraggiando la messa a punto di un colpo di Stato, fornendo sia finanziamenti (50 000 dollari) sia armi (fucili mitragliatori).
Con il sostegno degli Stati Uniti i golpisti per prima cosa faranno assassinare il comandante in capo dell'esercito del Cile René Schneider, il quale aveva espresso la sua opposizione a un'interferenza militare nel processo politico democratico in corso.
Dopo l'insediamento di Allende proseguirono i tentativi segreti tramite la cosiddetta "propaganda nera" (false informazioni e materiale che pretende di provenire da una fonte di una delle parti in conflitto, ma che in realtà è prodotta ad arte dalla parte opposta. Viene tipicamente usata per denigrare, imbarazzare o travisare il nemico) fatta circolare dal giornale El Mercurio, gli scioperi organizzati contro il governo legittimamente eletto e finanziamenti ai suoi oppositori.
Quando la rivista richiese fondi considerevoli per la continuazione del proprio sostegno nel settembre del 1971 "...in un raro esempio di microregolazione presidenziale di un'operazione segreta, Nixon autorizzò personalmente 700.000 dollari - di più se fosse stato necessario - in fondi segreti per El Mercurio". Nel frattempo agenti della CIA a Santiago del Cile furono autorizzati dall'amministrazione di fornire al più presto possibile una soluzione militare: "in sintesi vogliamo che si sponsorizzi una eventuale mossa militare la quale possa sopravvenire, per quanto possibile, in un clima di grave incertezza economica e politica".
Henry Hecksher, capo della stazione operativa della CIA nella capitale cilena, avvertì che il colpo di mano avrebbe potuto rivelarsi assai violento: "Provvediamo a fornire una formula per il caos, il quale è molto improbabile che sarà senza spargimento di sangue".

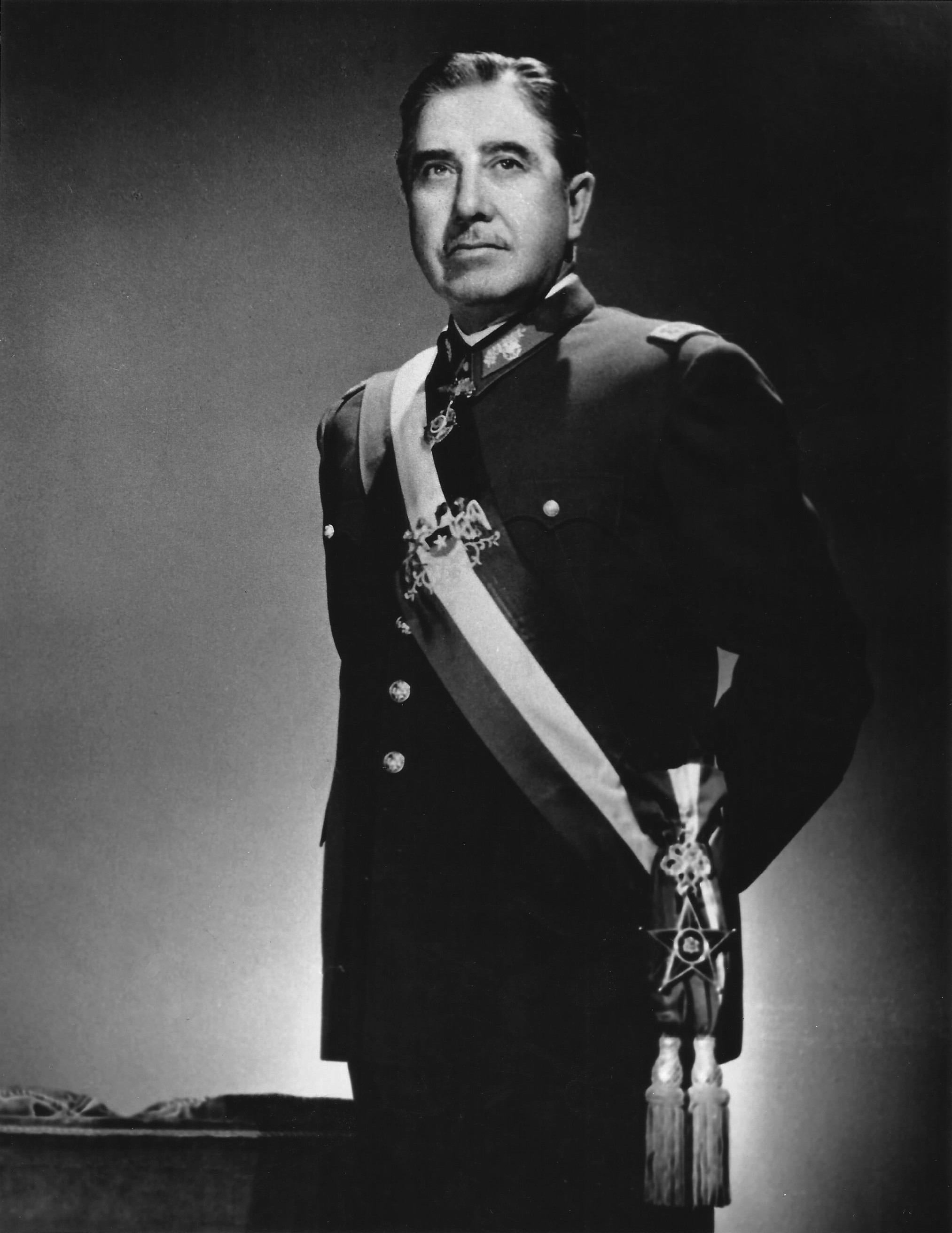
Il dittatore Augusto Pinochet sarà aiutato a preparare e a mettere in atto il Colpo di Stato in Cile del 1973 aiutato finanziariamente e logisticamente dalla CIA. Aveva così inizio il "Cile di Pinochet" con torture, repressione e desaparecidos.

Nixon sosterrà uno sforzo concertato per indebolire in maniera sostanziale l'economia del Cile, affermando che era sua intenzione "far strillare l'economia" con la disponibilità di una somma di "10 milioni di dollari e ancora di più se occorre" atti a realizzare attività segrete. Lo sforzo ordinato dal presidente e portato avanti attraverso il consigliere per la sicurezza nazionale Henry Kissinger e il "40 Committee" parte del NSC 5412/2 (in Covert operations) infine otterrà lo sperato successo quando il generale Augusto Pinochet assumerà il potere con la forza attraverso il Colpo di Stato in Cile del 1973 (l'11 di settembre).
Durante l'azione il deposto presidente cileno morirà in circostanze rimaste controverse e vi furono sin dall'inizio accuse di un attivo e diretto coinvolgimento americano; queste saranno infine dimostrate nel 2000 quando più di 24 000 documenti precedentemente classificati NSC, CIA, FBI, US Embassy e Defense Intelligence Agency sono stati messi a disposizione degli studiosi come parte del "progetto di declassificazione cileno". I testi forniti documentano ampiamente la prova delle attività segrete progettate da Nixon e Kissinger volte al rovesciamento violento di Allende.
L'amministrazione in seguito non mancherà di fornire un supporto secretato al dittatore cileno e ciò nonostante si fosse ben a conoscenza del suo passato di estesa repressione interna, ampio e generalizzato uso della tortura, terrorismo internazionale sostenuto dallo Stato (la polizia segreta della Dirección de inteligencia nacional-DINA) attraverso il programma denominato Operazione Condor.

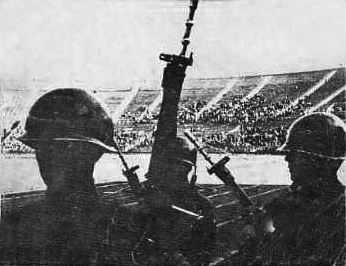
L'Estadio Nacional de Chile trasformato in campo di concentramento durante il golpe cileno del 1973

Le perdite americane scaturite dalle politiche volute da Nixon includono il giornalista e documentarista Charles Horman - assassinato il 18 settembre del 1973 nel corso del colpo di Stato - e Frank Teruggi Jr. - studente di giornalismo, e attivista del Industrial Workers of the World, fatti giustiziare entrambi all'interno dell'Estadio Nacional de Chile; Boris Weisfeiler, scomparso (desaparecidos) nei pressi di un campo adibito a centro d'interrogatori battezzato "Colonia Dignitad"; il giovane fotografo Rodrigo Andrés Rojas De Negri, bruciato vivo dalle squadre della morte del "Cile di Pinochet" e Ronni Moffitt, ucciso quando Orlando Letelier venne assassinato da un'autobomba costruita dalla DINA a Washington.
Iniziava così un feroce pugno di ferro proseguito ininterrottamente fino al 1989.

### Iniziative di ricerca medica

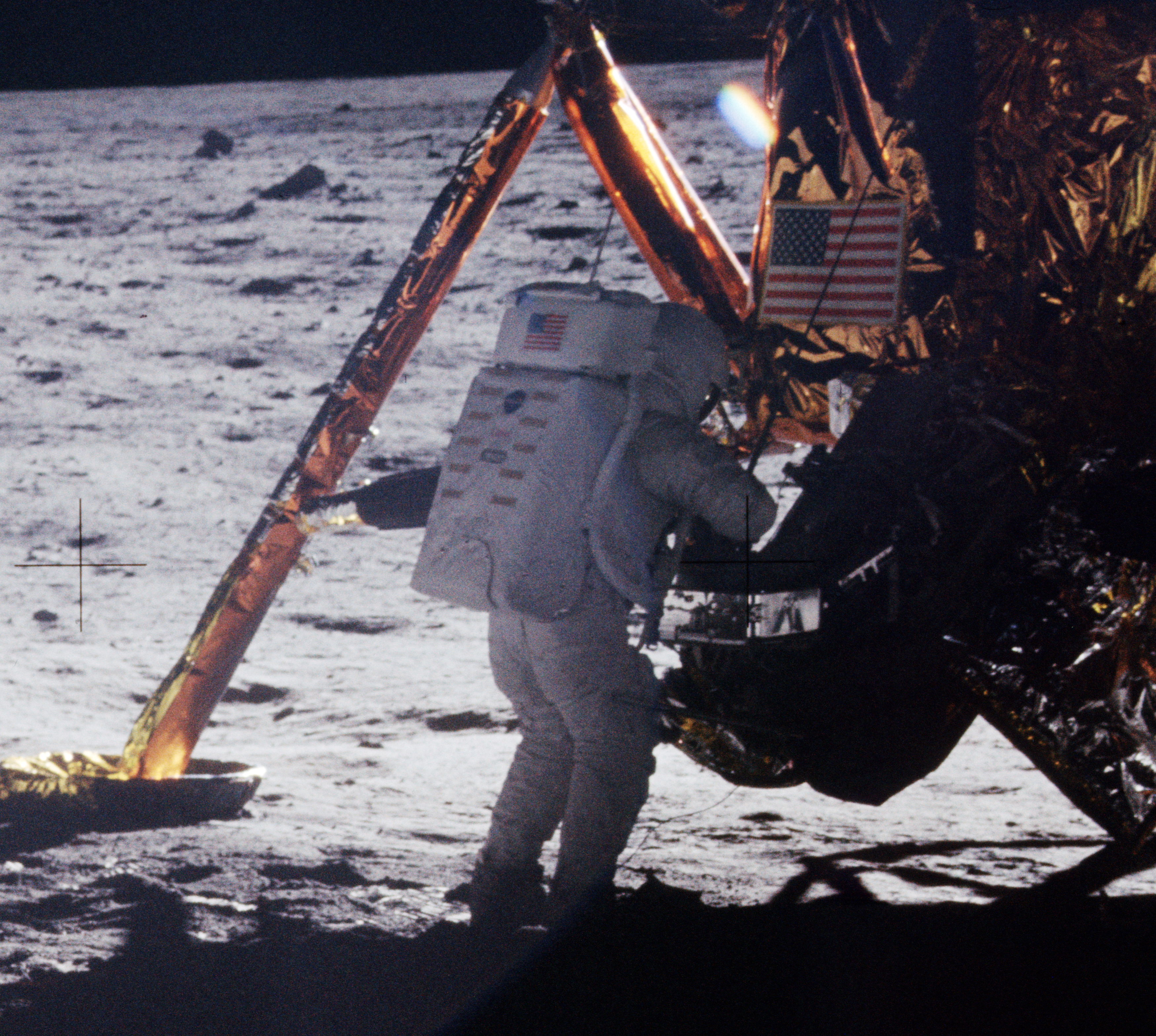
Neil Armstrong vicino al Modulo Lunare Apollo fotografato da Buzz Aldrin già nel suolo lunare

## Affari interni

### Programma spaziale
Dopo uno sforzo nazionale di quasi dieci anni iniziato dalla presidenza di John Fitzgerald Kennedy gli Stati Uniti vinceranno la corsa allo spazio facendo atterrare i primi astronauti sulla Luna il 20 luglio del 1969 con il volo dell'Apollo 11. Il presidente parlerà in diretta con Neil Armstrong e Buzz Aldrin durante la loro passeggiata sul suolo del nostro satellite naturale; definirà la conversazione "la telefonata più storica mai fatta dalla Casa Bianca".
Il presidente tuttavia non fu disposto a mantenere i finanziamenti per la NASA agli stessi alti livelli raggiunti nel corso di tutti gli anni 1960, quando ci si stava preparando nella messa a punto dello sbarco. L'amministratore dell'ente scientifico Thomas O. Paine elaborerà piani ambiziosi per l'istituzione di una base permanente entro la fine degli anni 1970 oltre al lancio di una spedizione con equipaggio su Marte già nel 1981. Nixon però respingerà senza appello entrambe le proposte.

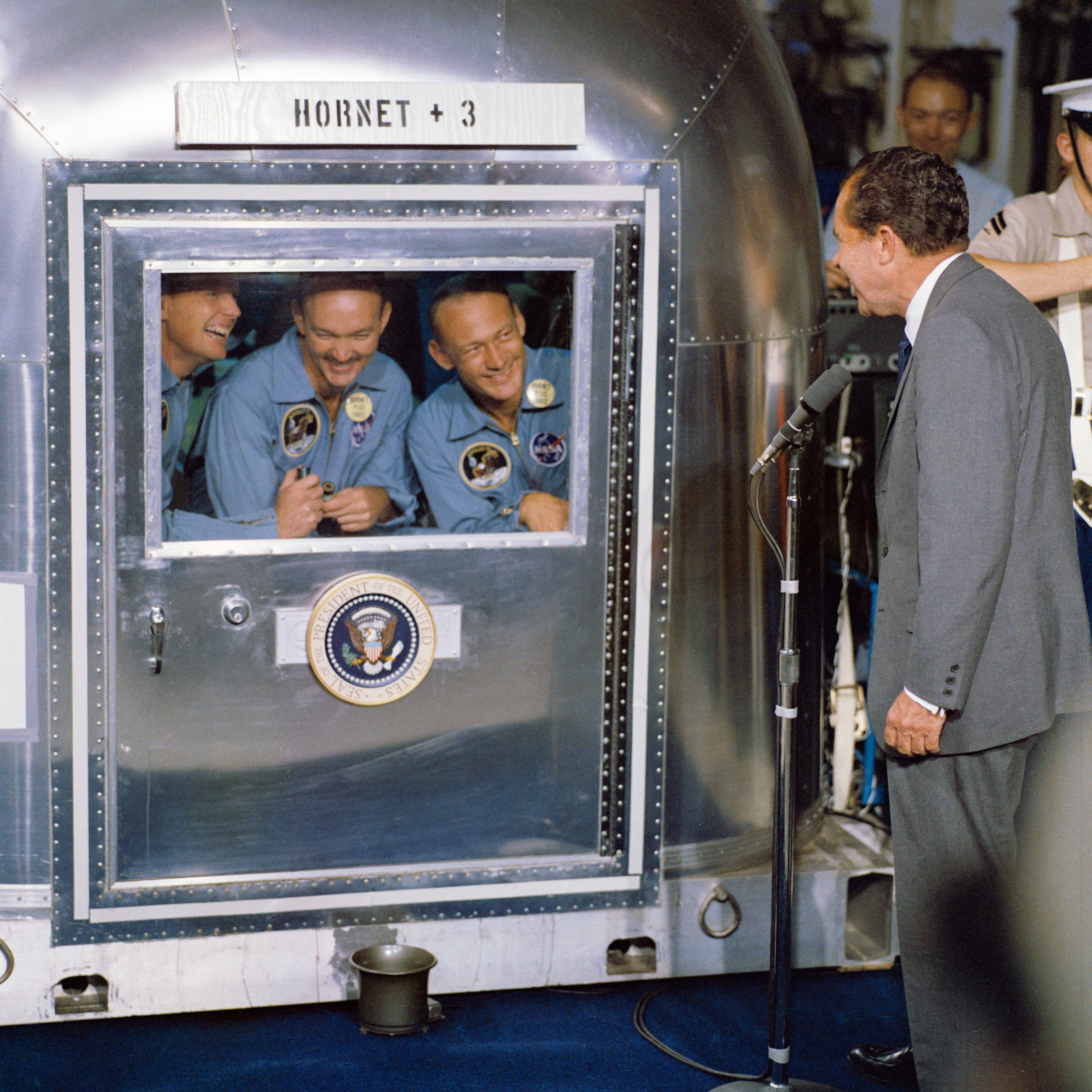
Il presidente visita gli astronauti dell'Apollo 11 in quarantena dopo il loro ritorno sulla Terra

Il 24 maggio del 1972 il presidente approverà invece un programma di collaborazione quinquennale tra la NASA e il programma spaziale sovietico il quale culminerà nel 1975 col Programma test Apollo-Sojuz, una missione congiunta tra il programma Apollo e il programma Sojuz.

### Desegregazione
Gli anni di Nixon videro compiersi i primi sforzi su larga scala per desegregare le scuole pubbliche della nazione. Soprattutto nel Sud il presidente cercherà attivamente una via di mezzo tra il segregazionista George Wallace e i Democratici maggiormente associati al liberalismo sociale, il cui sostegno all'integrazione stava alienando da loro un gran numero bianchi americani meridionali.
Poco dopo aver iniziato il suo primo mandato Nixon nominerà il Vice Presidente Spiro Agnew come capo di una task force apposita che collaborò con i leader locali, sia bianchi sia neri, per determinare come integrare al meglio le scuole locali. Agnew avrà modo però di dimostrare un ben scarso interesse per l'operazione, tanto che la maggior parte del lavoro verrà completato proprio dal Segretario del Lavoro George Shultz.
Gli aiuti federali risultarono essere disponibili e pertanto un incontro con il presidente fu una possibile ricompensa per le commissioni conformatesi negli obiettivi da raggiungere. Nel settembre del 1970, meno del 10% dei bambini afroamericani frequentava ancora scuole segregate. Nel 1971 tuttavia le tensioni sulla desegregazione emergeranno un po' alla volta anche nelle città del Nord, con rabbiose proteste per il passaggio degli alunni verso scuole poste al di fuori del proprio quartiere d'origine; atto compiuto per raggiungere un equilibrio razziale.
Nixon si oppose alle operazioni di trasferimento delle persone, ma farà imporre gli ordini del tribunale che ne richiedevano l'uso. Oltre a desegregare le scuole pubbliche l'amministrazione lavorerà anche per aumentare il numero delle minoranze etniche assunte in vari settori dell'edilizia nazionale. Il primo programma di azione positiva istituito, il cosiddetto Piano di Filadelfia attuato nel 1969, imporrà agli appaltatori del governo cittadino di assumere lavoratori appartenenti alle minoranze presenti nel territorio.

### Altre letture
- John A. Farrell, Richard Nixon: The Life, New York, Doubleday, 2017, ISBN 978-0-385-53735-3.
- Evan Thomas, Being Nixon: A Man Divided, New York, Random House, 2015, ISBN 978-0-8129-9536-7, OCLC 904756092.
- Robert S. Litwak, Détente and the Nixon Doctrine: American Foreign Policy and the Pursuit of Stability, 1969-1976, LSE Monographs in International Studies, Cambridge University Press, 1986, ISBN 0-521-33834-4.
- The President, in The Life, Richard Nixon Presidential Library and Museum. URL consultato il 5 dicembre 2017 (archiviato dall'url originale il 14 febbraio 2018).
- Richard Perlstein, Nixonland: The Rise of a President and the Fracturing of America, New York, Scribner, 2008, ISBN 978-0-7432-4302-5.
- Richard Reeves, President Nixon: Alone in the White House, New York, Simon & Schuster, 2001, ISBN 978-0-684-80231-2.
- William Safire, Before The Fall: An Insider View of the Pre-Watergate White House, with a 2005 Preface by the Author, Transaction Publishers, 2005  [1975], ISBN 978-1-4128-0466-0. Originally published: Garden City, N.Y.: Doubleday, 1975 (new material 2005)
- Bob Woodward Woodward e Carl Bernstein, All The President's Men, Simon & Schuster, 1974, ISBN 0-671-89441-2.